# Les Prisons imaginaires
Les Prisons imaginaires (Le carceri d'invenzione en italien) sont une série d'estampes de Giovanni Battista Piranesi, publiée pour la première fois en 1750.

## Historique
Piranesi commence le travail sur Les Prisons imaginaires en 1745. Il a alors vingt-cinq ans, après dix ans d'apprentissage et de pratique de la gravure, et il évolue entre Venise et Rome. La date de la première édition des Prisons est incertaine, probablement vers 1749-1750. Cette première édition contient quatorze planches.
En 1761, Piranesi publie une seconde édition, retravaillée et complétée par deux planches supplémentaires.
Une dernière édition est publiée à titre posthume en 1780.

## Caractéristiques
Les Prisons imaginaires mettent en scène des vues architecturales de prisons souterraines imaginaires. Dans un espace fermé et nocturne, on peut distinguer des voûtes aux proportions monumentales, des ouvertures remplies de barreaux, des escaliers en spirale, des passerelles suspendues ne menant nulle part, des gibets et des roues immenses, des cordages accrochés à des poulies évoquant d'étranges tortures. Le point de vue est bas, rendant l'architecture écrasante. Le frontispice de la première édition les décrit comme des « inventions en forme de caprices » ; elles dérivent plus des prisons de théâtre que des prisons réelles : à cette époque, les prisons italiennes prennent la forme de petits cachots. L'architecture y est ambiguë : ce ne sont pas des édifices réels ou possibles, les planches contenant un certain nombre d'anomalies spatiales. Les personnages représentés, indiscernables et minuscules, accentuent l'échelle et la complexité des scènes.
Analysant la seconde édition, plus sombre que la première, Marguerite Yourcenar décrit un « monde factice, et pourtant sinistrement réel, claustrophobique, et pourtant mégalomane (qui) n'est pas sans nous rappeler celui où l'humanité moderne s'enferme chaque jour davantage... ». Elle ajoute : « La véritable horreur des Carceri est moins dans quelques mystérieuses scènes de tourment que dans l'indifférence de ces fourmis humaines errant dans d'immenses espaces, et dont les divers groupes ne semblent presque jamais communiquer entre eux, ou même s'apercevoir de leur respective présence, encore bien moins remarquer que dans un recoin obscur on supplicie un condamné ».
Selon l'essayiste polonais Gustaw Herling-Grudziński, « Les constructions compliquées, avec leurs volées de marches en forme d'énormes vis ou de presses, avec leurs leviers, leurs treuils, leurs cordes et leurs chaînes pendantes font penser à des instruments de torture architectoniques. Les Prisons représentent une géométrie d'enfermement, une architecture autonome de souterrain, une divagation à la limite du songe et du délire, mais lucide, de l'éternelle oppression ».
Aucune des planches ne porte de titre. Toutefois, des titres conventionnels leur ont été attribués à partir des principaux éléments représentés :
- I - Frontispice
- II - L'Homme au supplice (ajout de la 2e édition)
- III - La Tour ronde
- IV - La Grande galerie
- V - Les Reliefs de lions (ajout de la 2e édition)
- VI - Le Brasier fumant
- VII - Le Pont-levis
- VIII - L'Escalier aux trophées
- IX - La Roue géante
- X - La Plate-forme aux prisonniers
- XI - L'Arche aux gradins ou L'Arche à parure de coquillage
- XII - Le Chevalet
- XIII - Le Puits
- XIV - L'Arche gothique
- XV - Le Pilier au réverbère
- XVI - Le Pilier aux chaînes

## Éditions

### Première édition
La première édition des Prisons, publiée vers 1750, comporte 14 gravures sans titres ni numéros ; ces versions originales sont souvent dans un état proche de l'esquisse. Les planches I à IX sont en format vertical, les planches X à XVI en format horizontal.

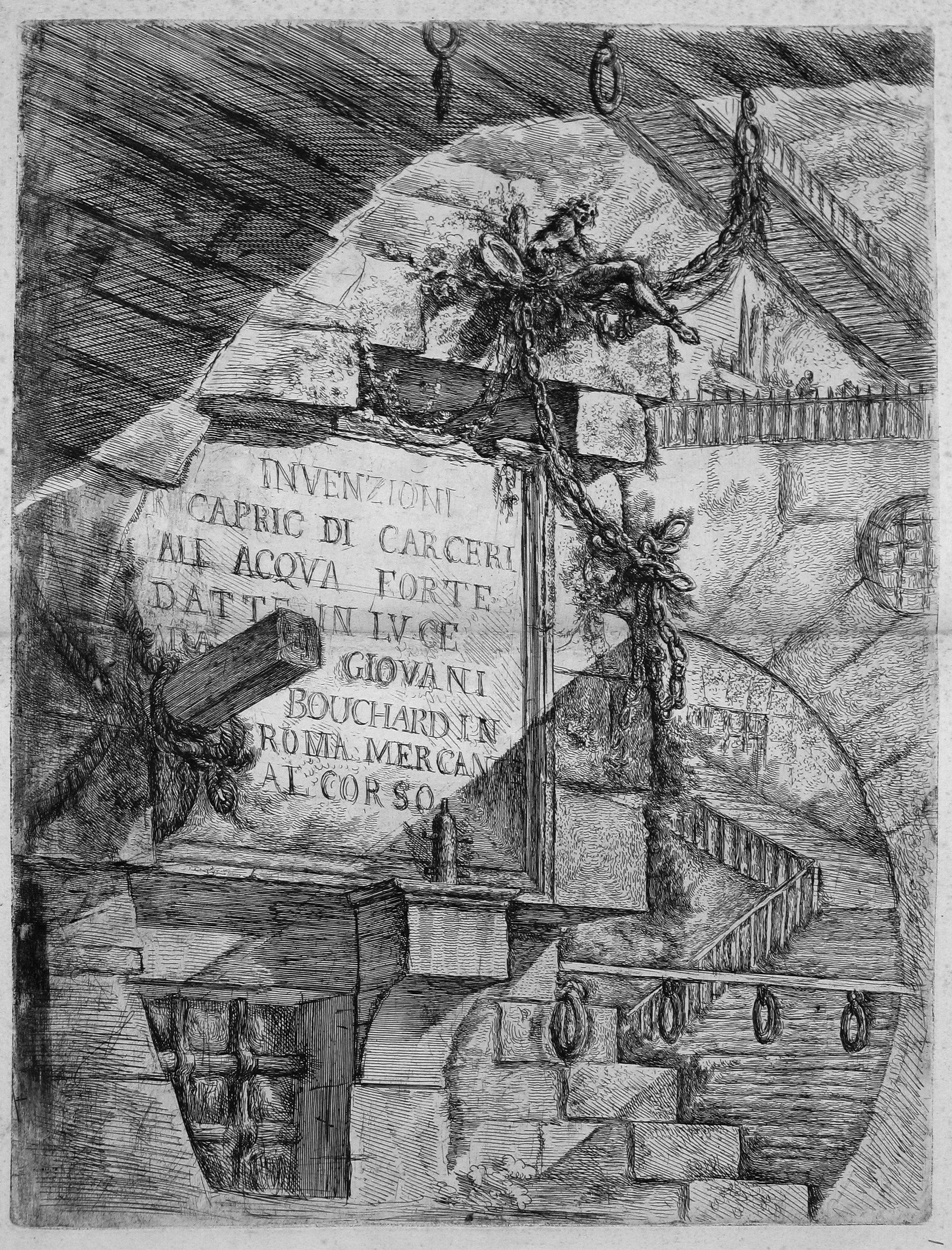
Planche I : Frontispice.
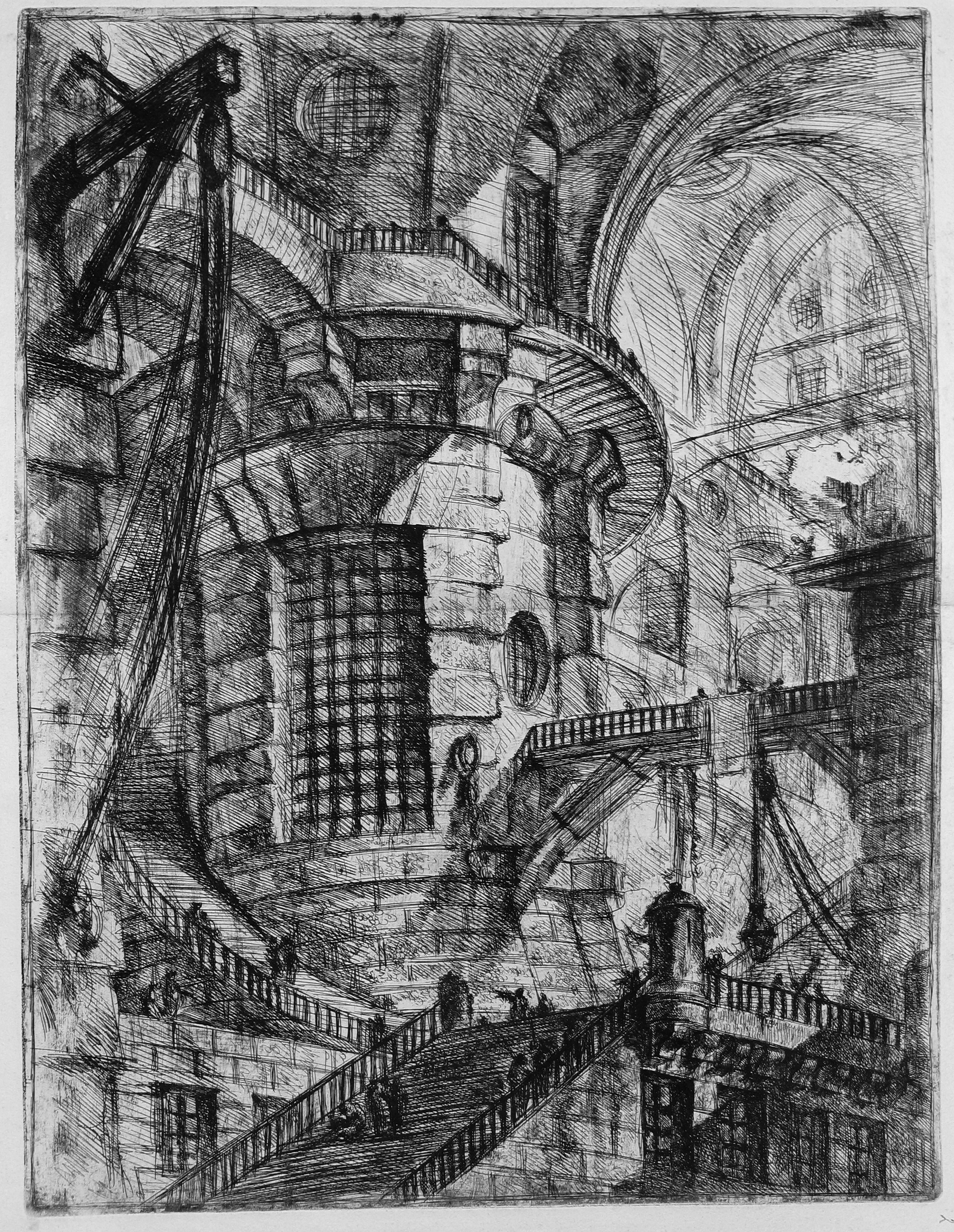
Planche III : La Tour ronde.
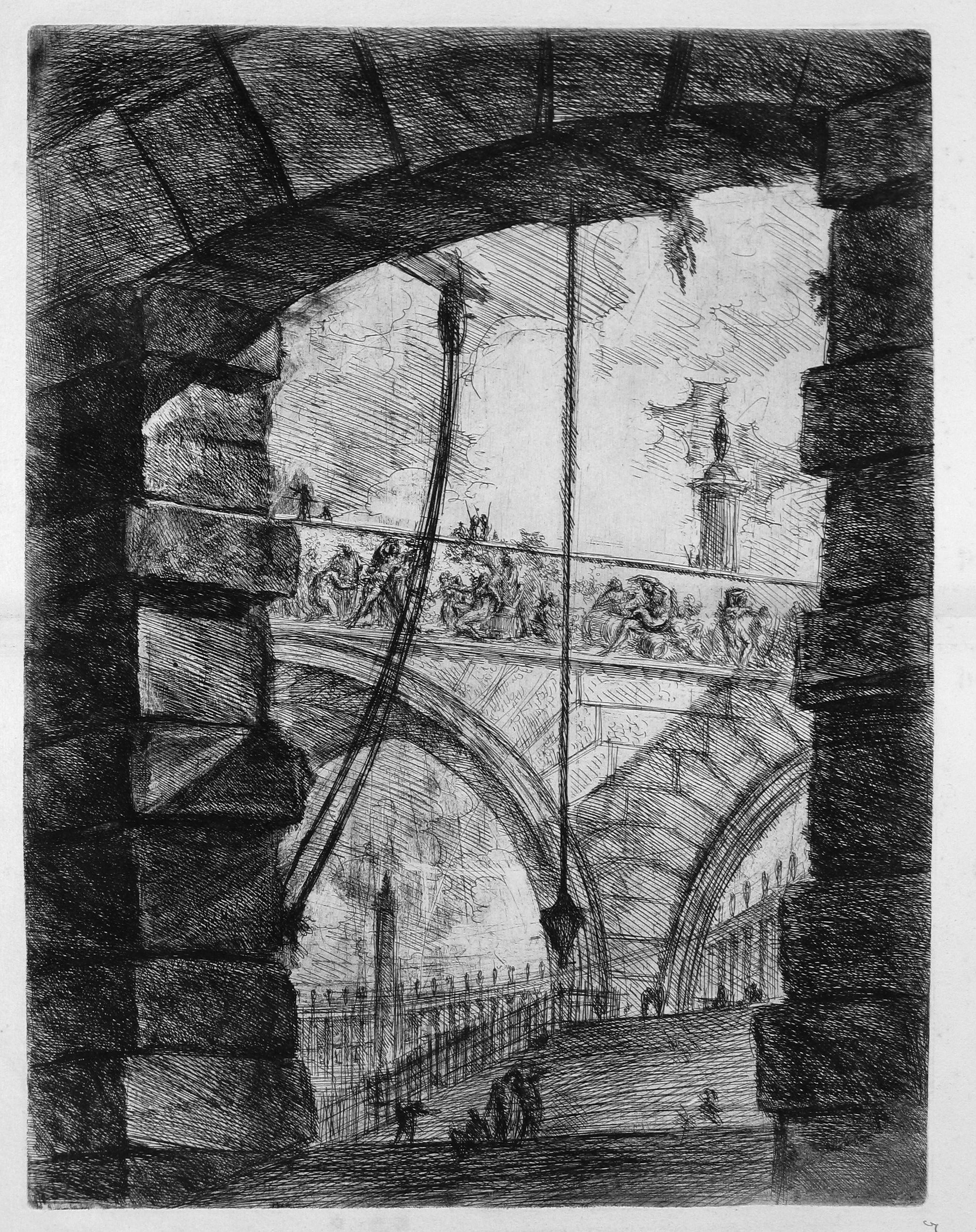
Planche IV : La Grande galerie.
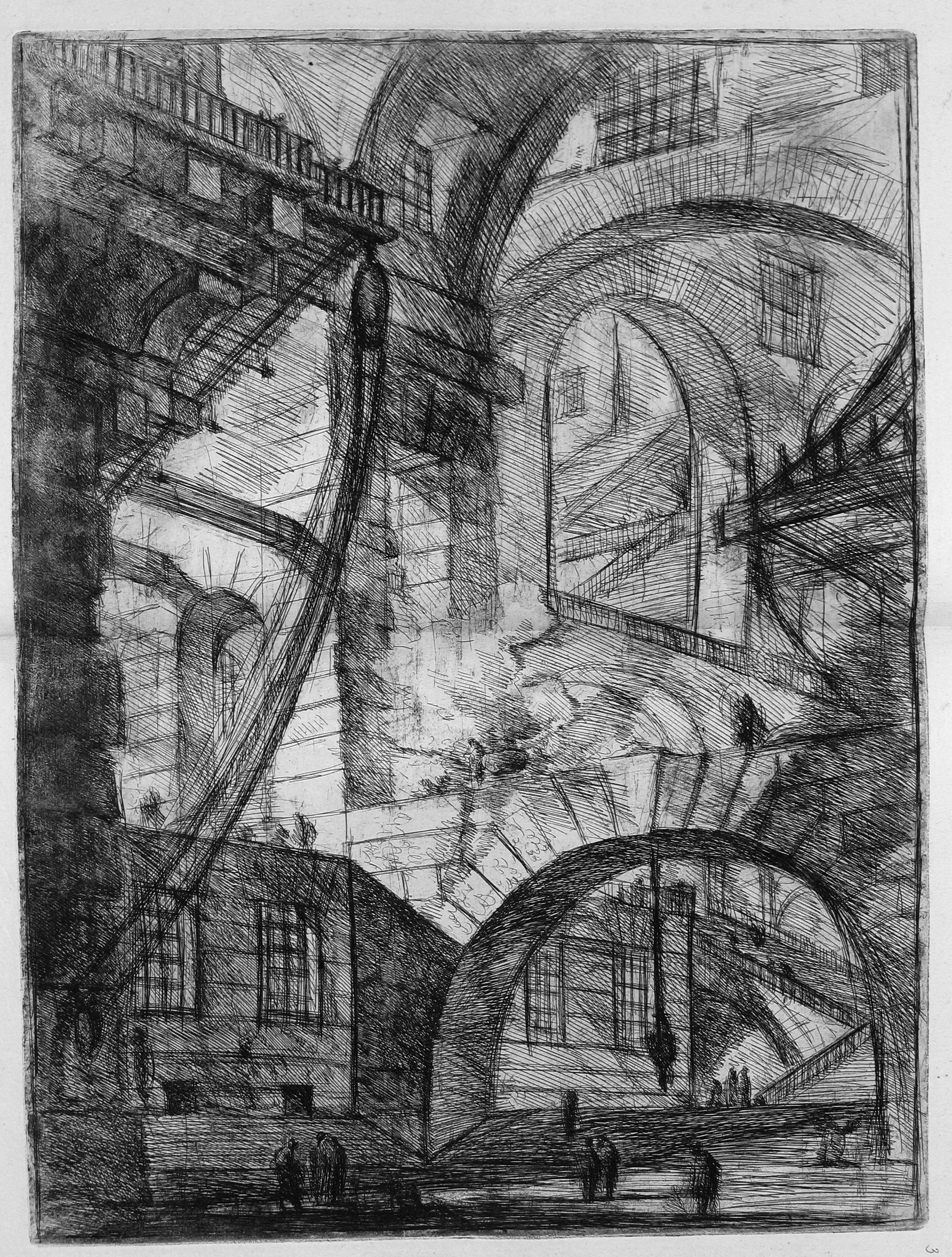
Planche VI : Le Brasier fumant.
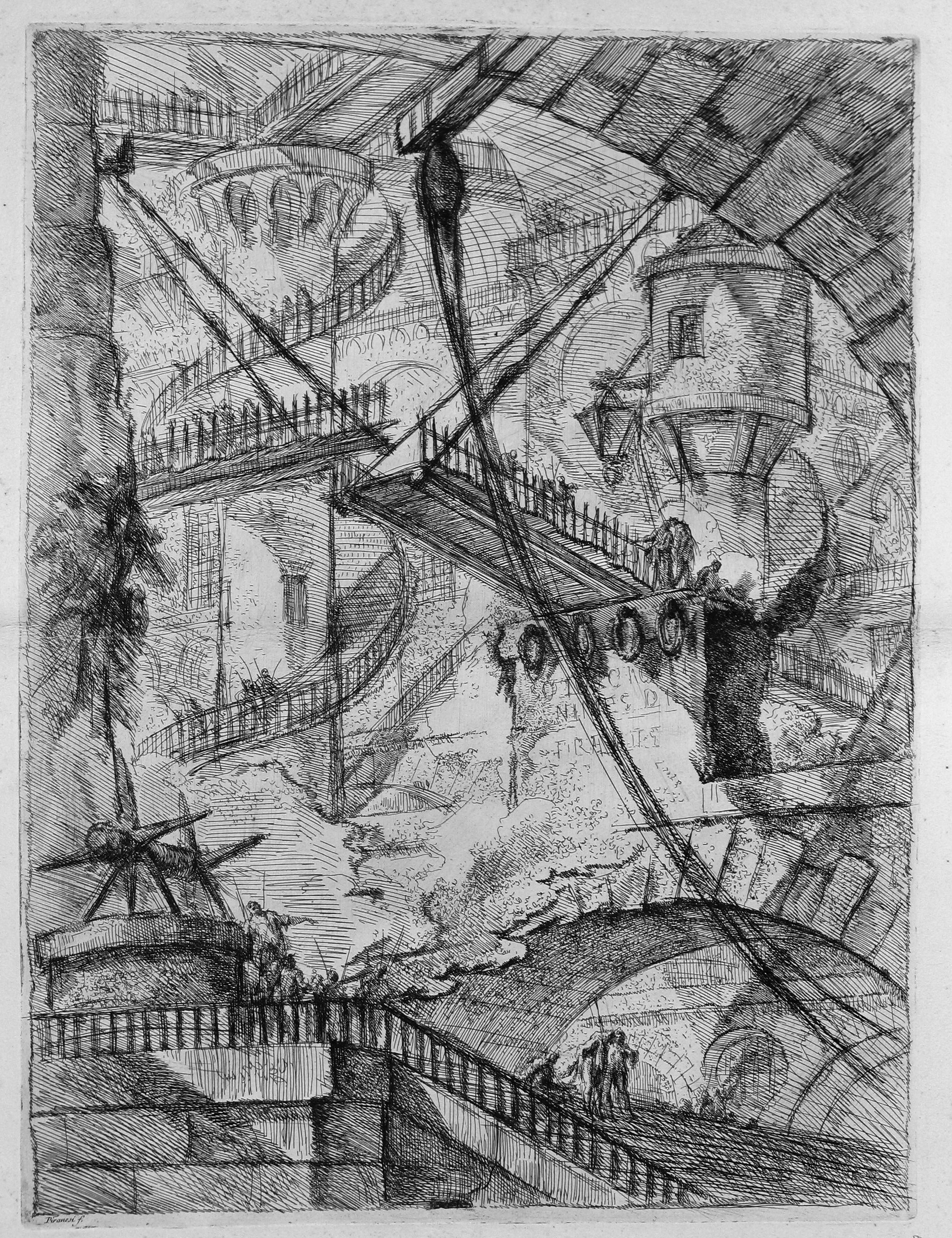
Planche VII : Le Pont-levis.
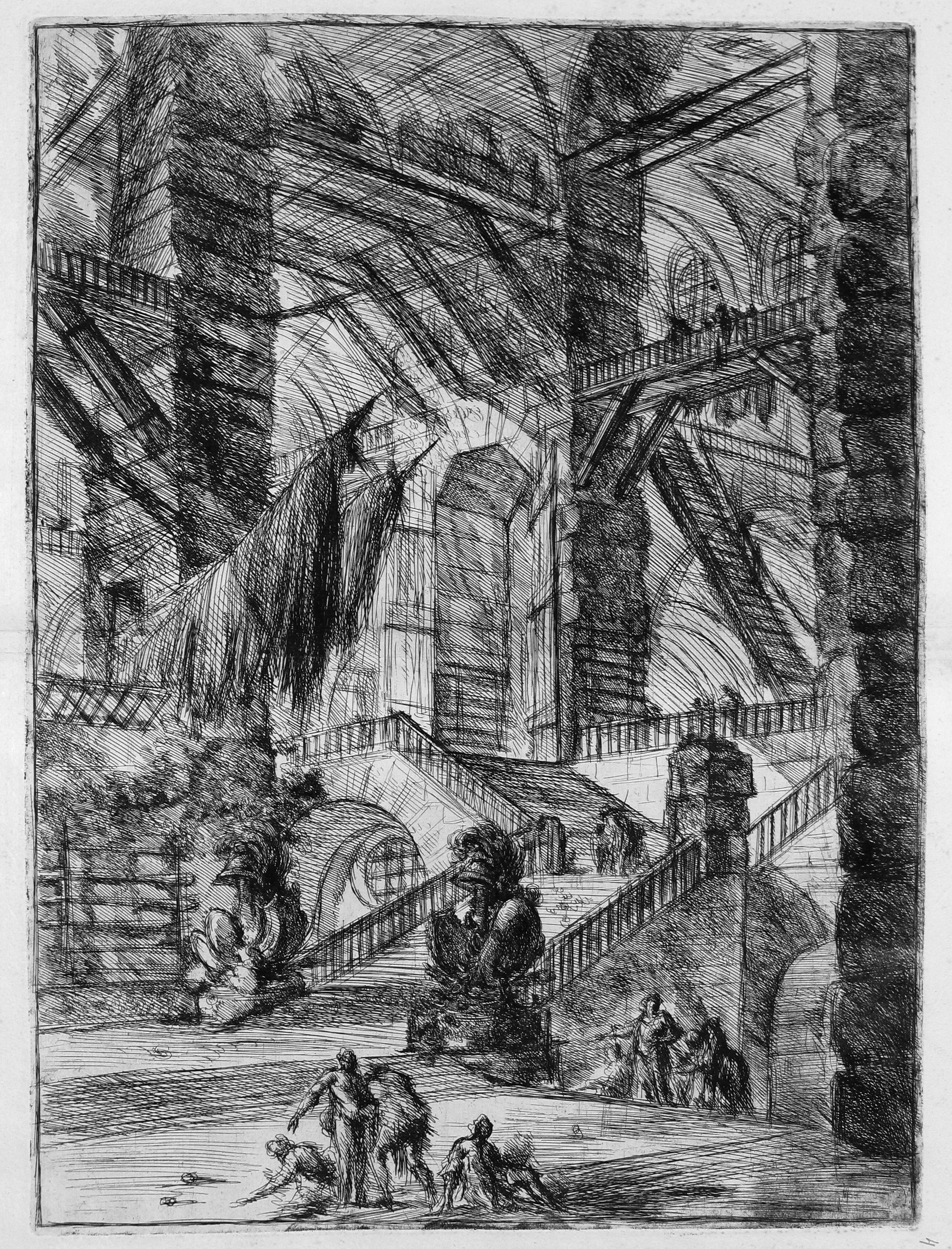
Planche VIII : L'Escalier aux trophées.
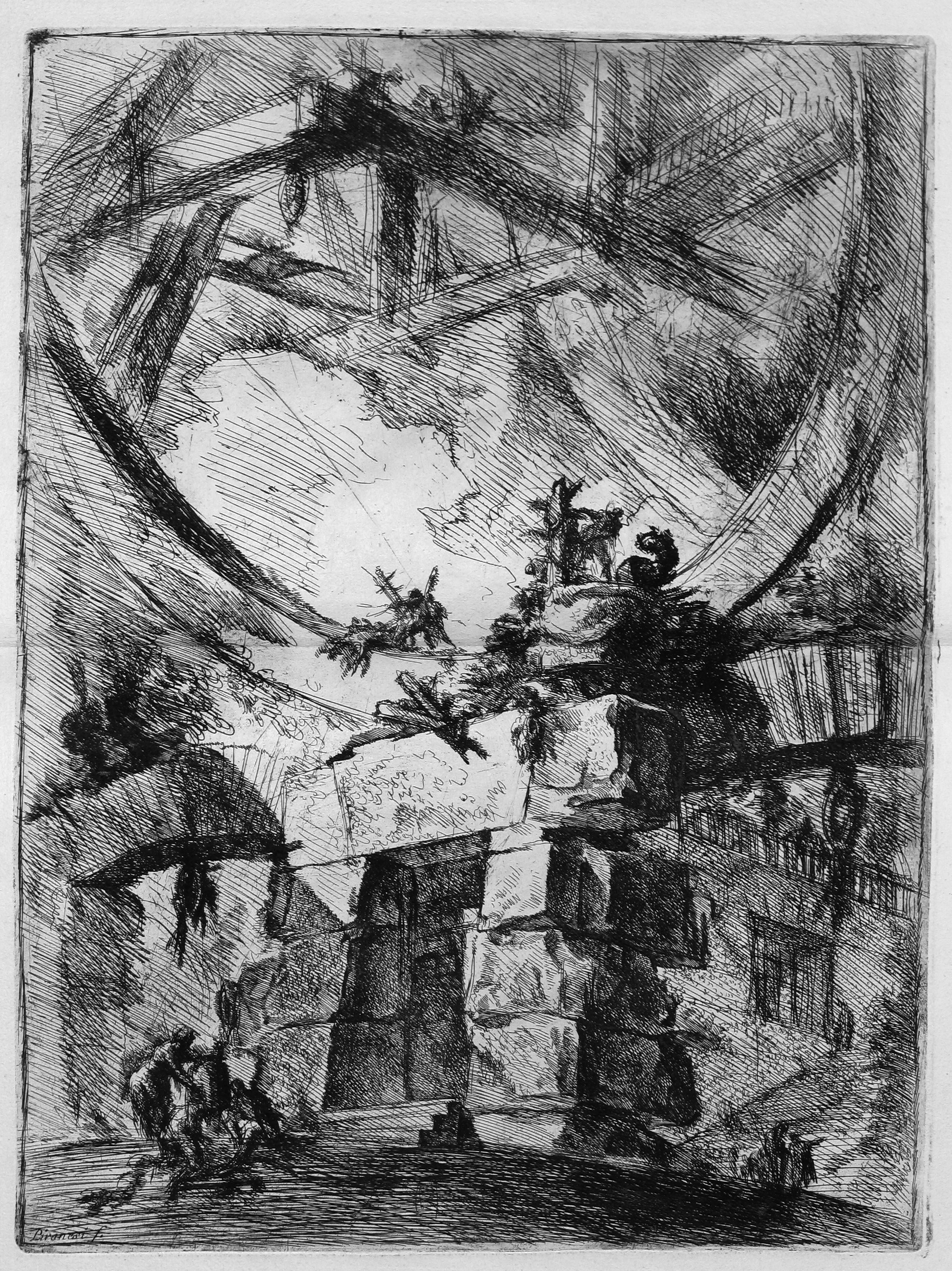
Planche IX : La Roue géante.
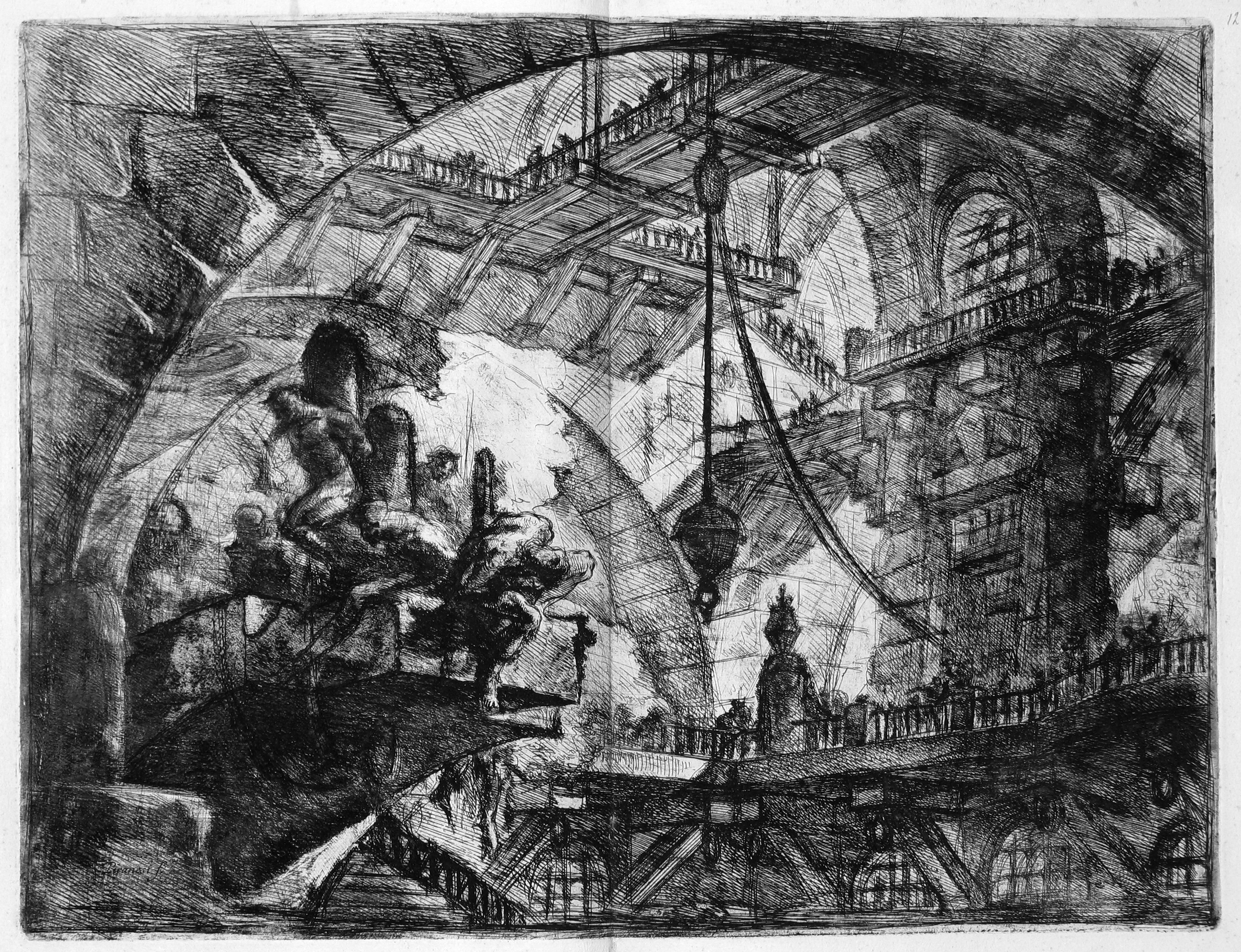
Planche X : La Plate-forme aux prisonniers.
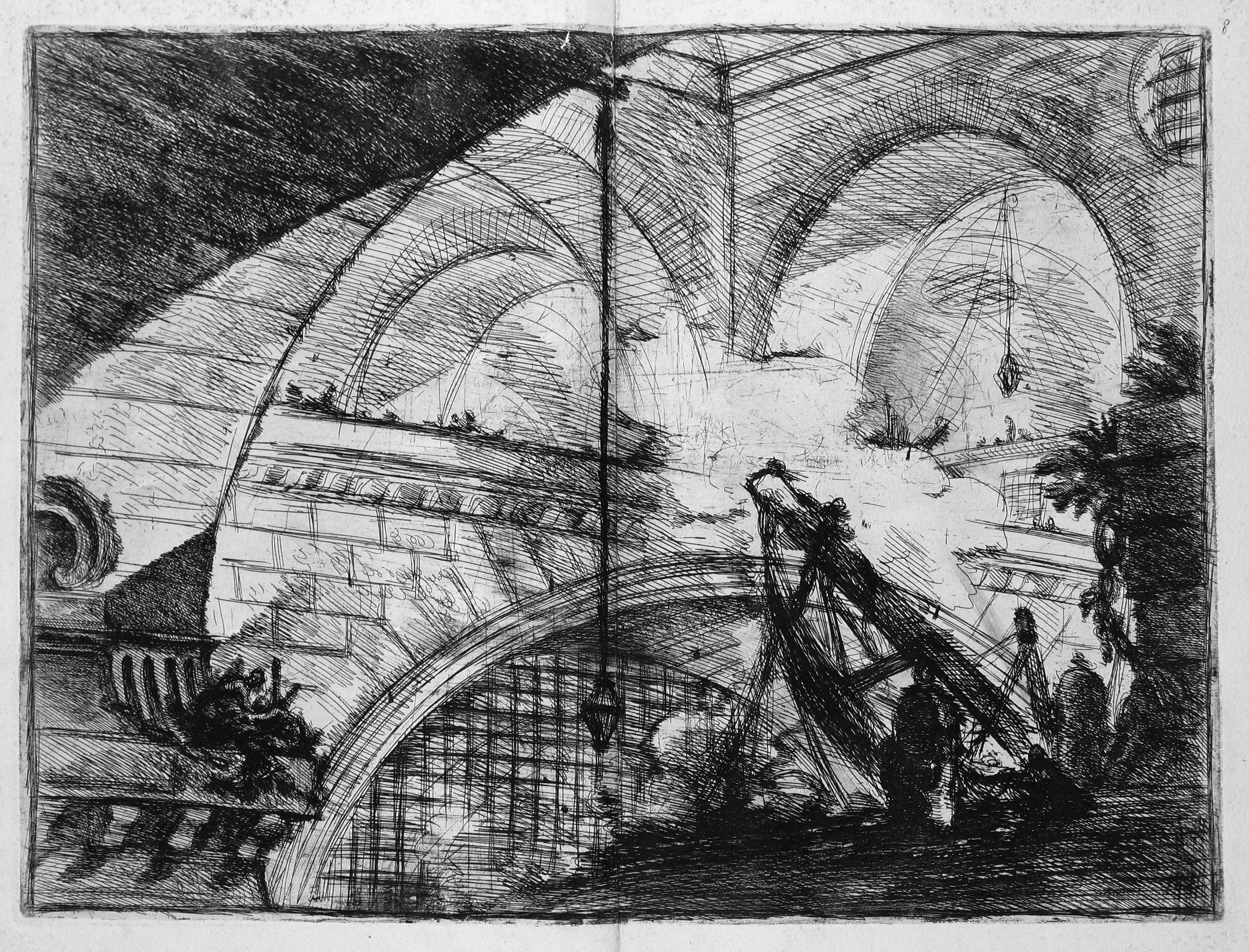
Planche XI : L'Arche aux gradins.
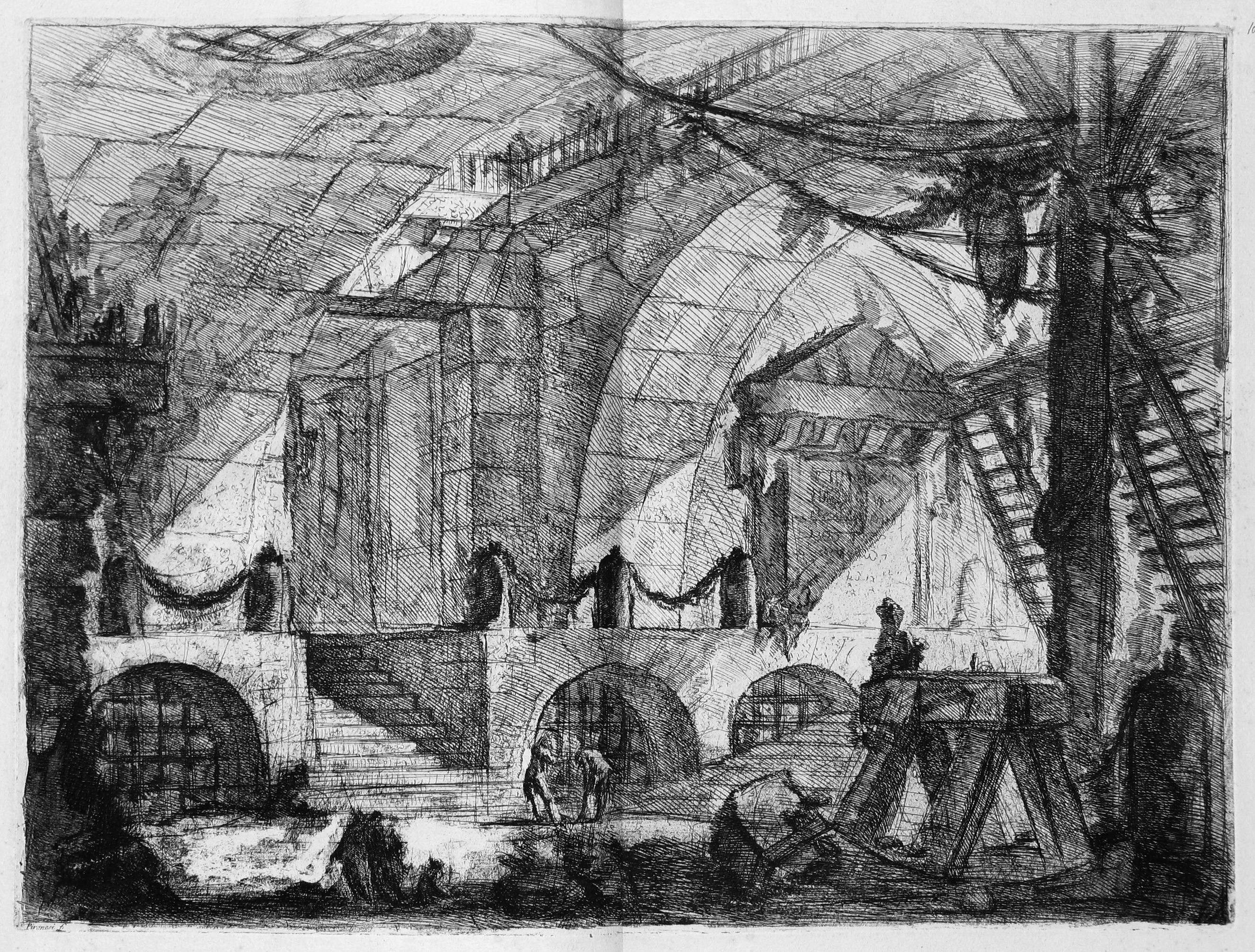
Planche XII : Le Chevalet.
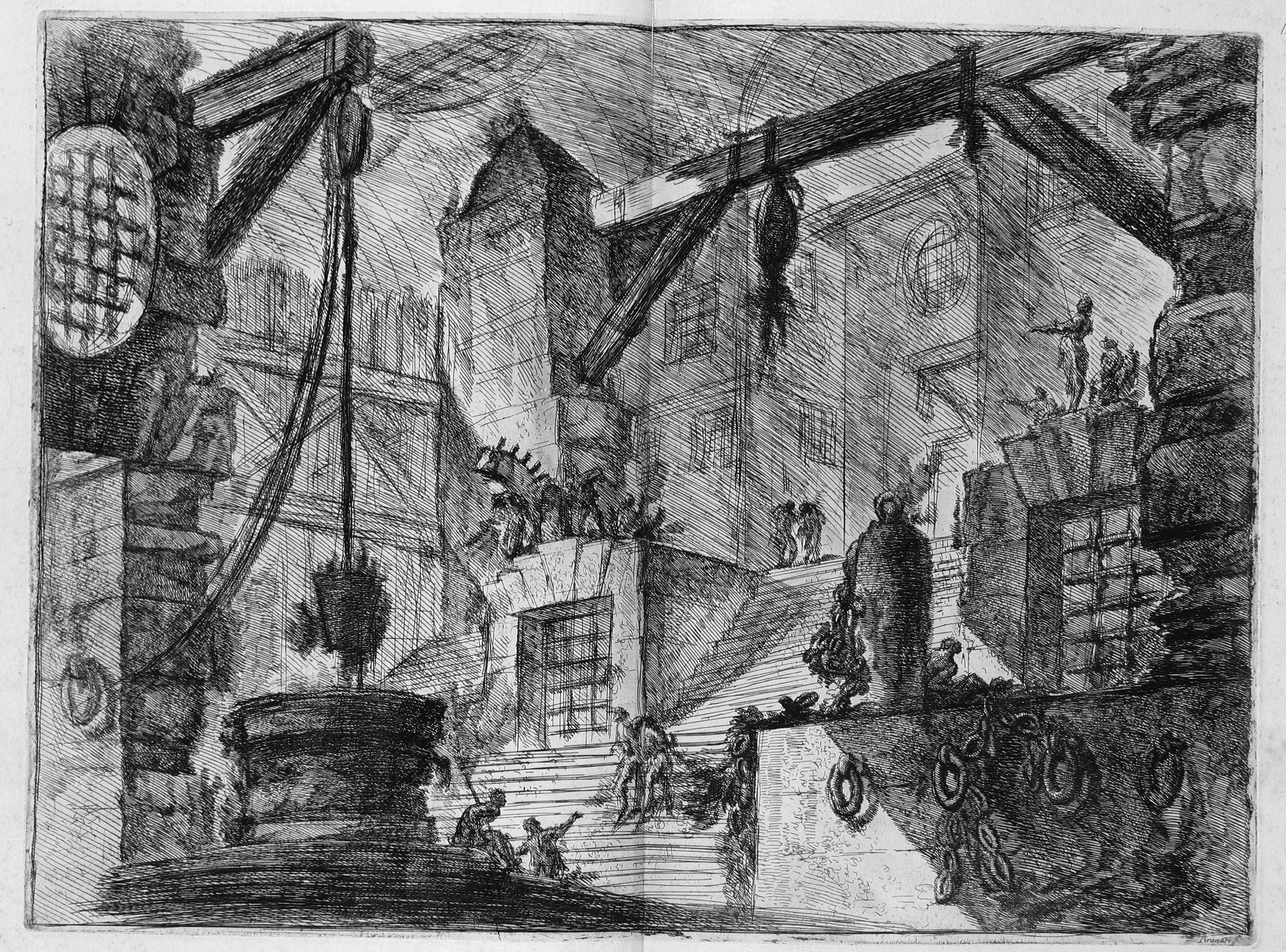
Planche XIII : Le Puits.
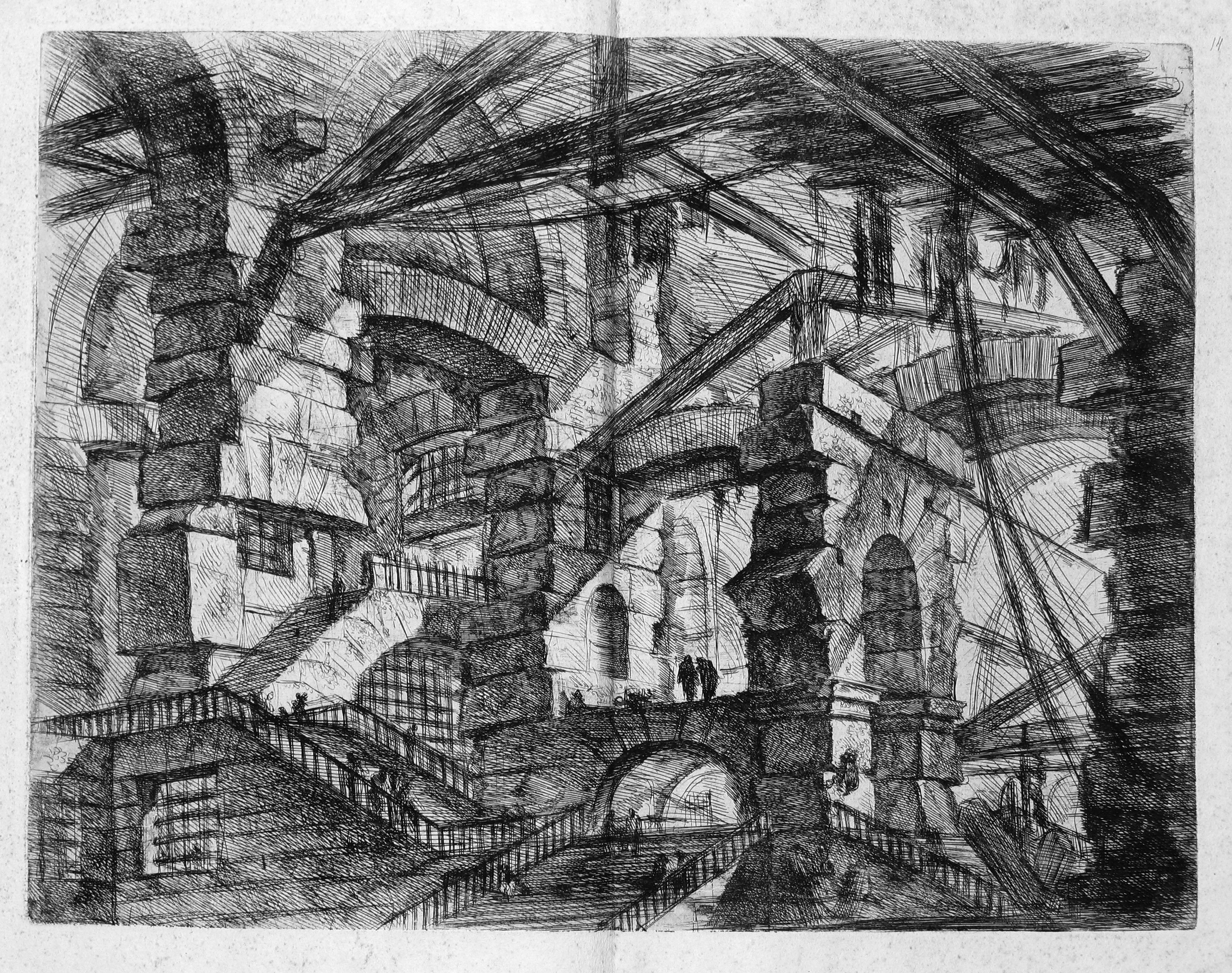
Planche XIV : L'Arche gothique.
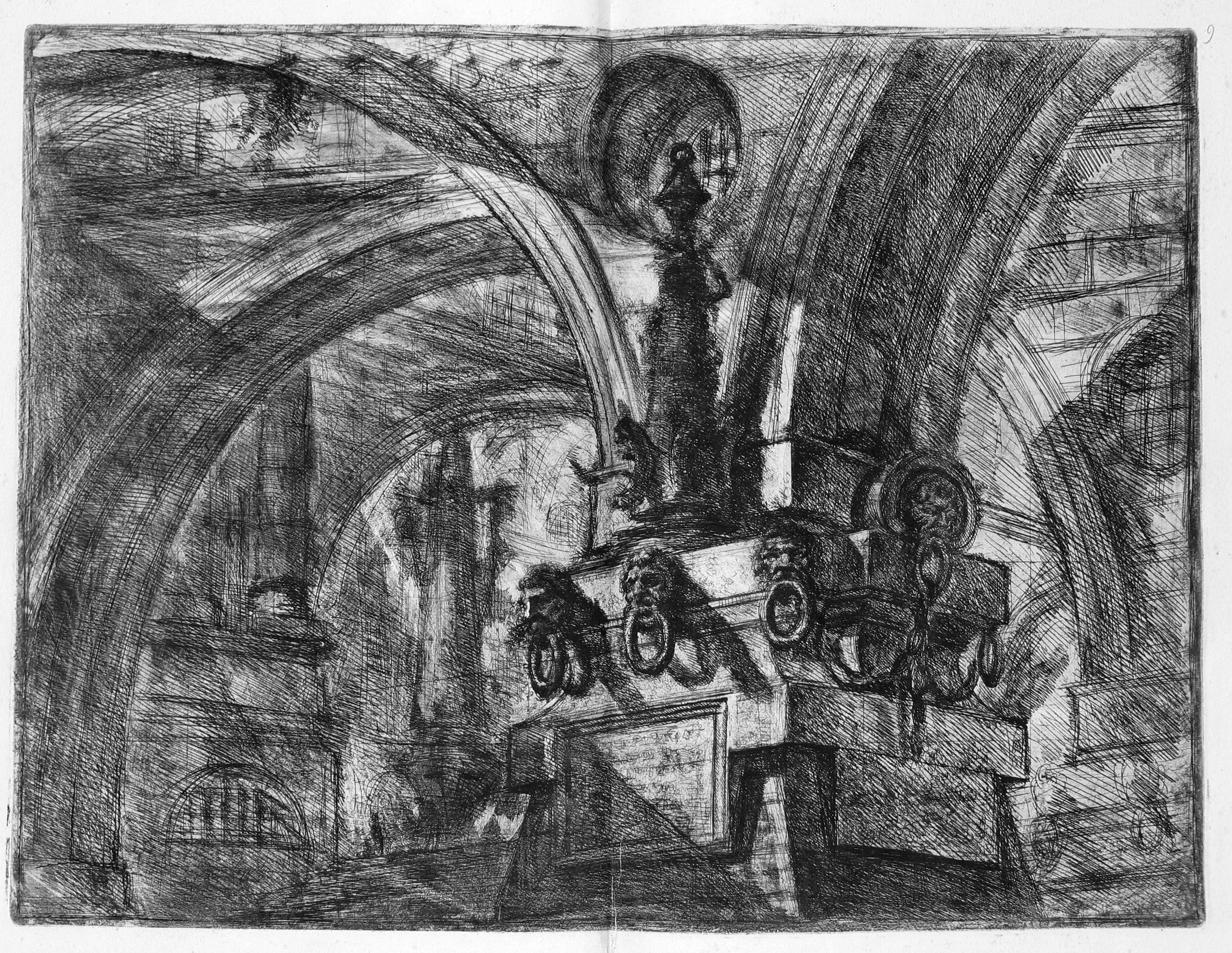
Planche XV : Le Pilier au réverbère.
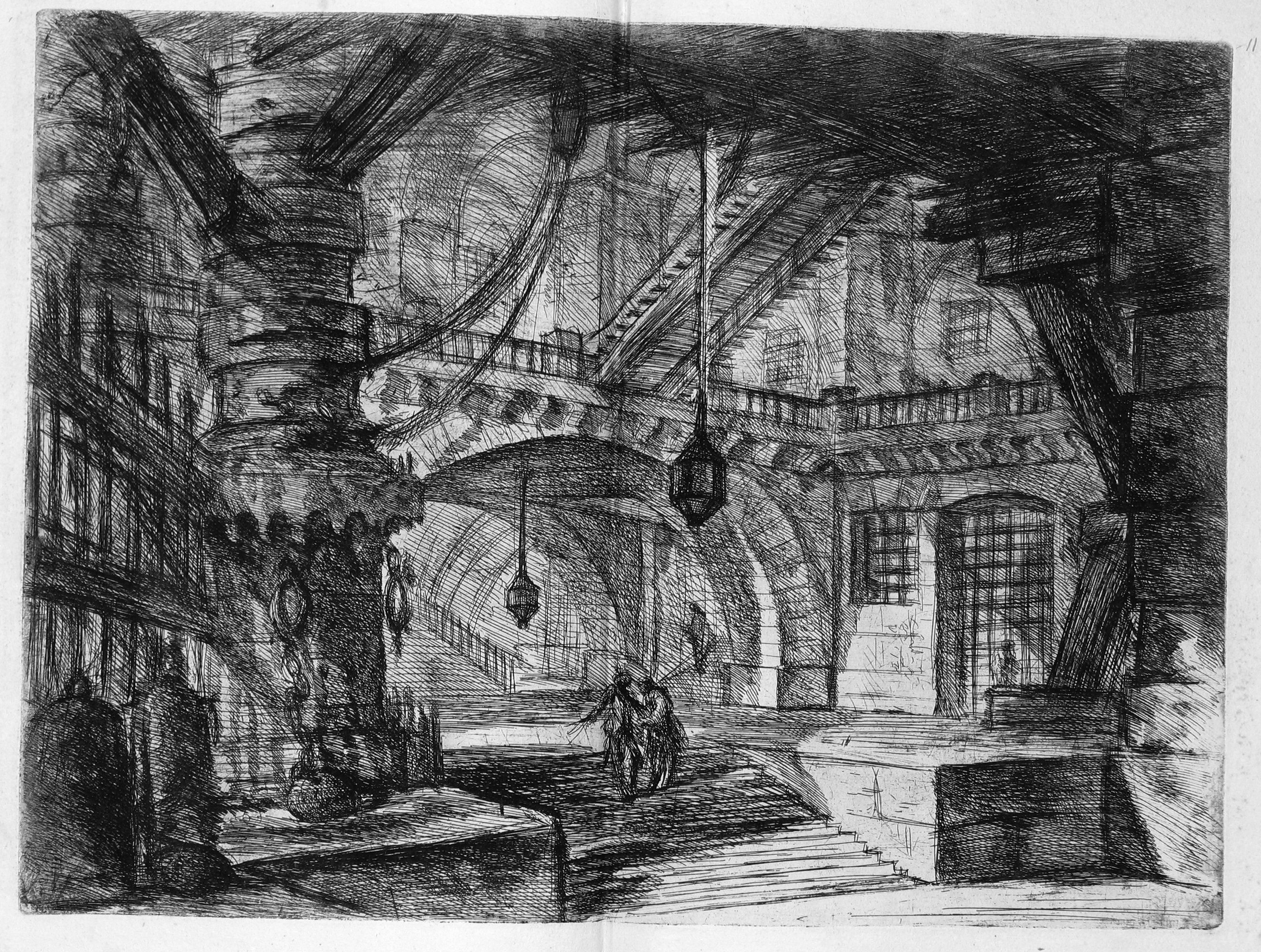
Planche XVI : Le Pilier aux chaînes.

### Deuxième édition
En 1761, la deuxième version comporte 16 gravures sans titres mais numérotées de I à XVI ; les planches II et V sont inédites, les 14 autres sont retravaillées, présentant un état plus sombre. Comme pour la première édition, les planches I à IX sont en format vertical, les planches X à XVI en format horizontal.

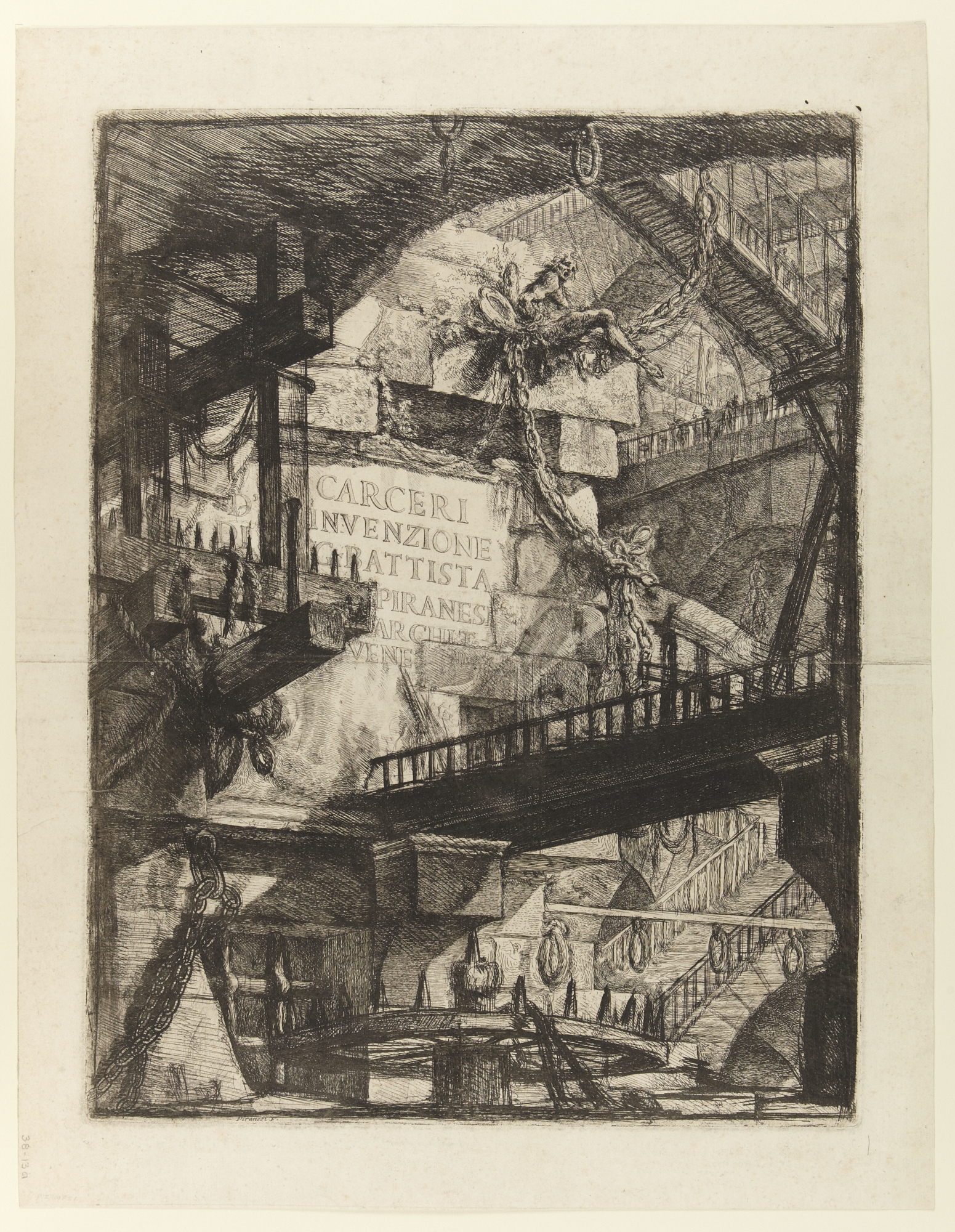
Planche I : Frontispice
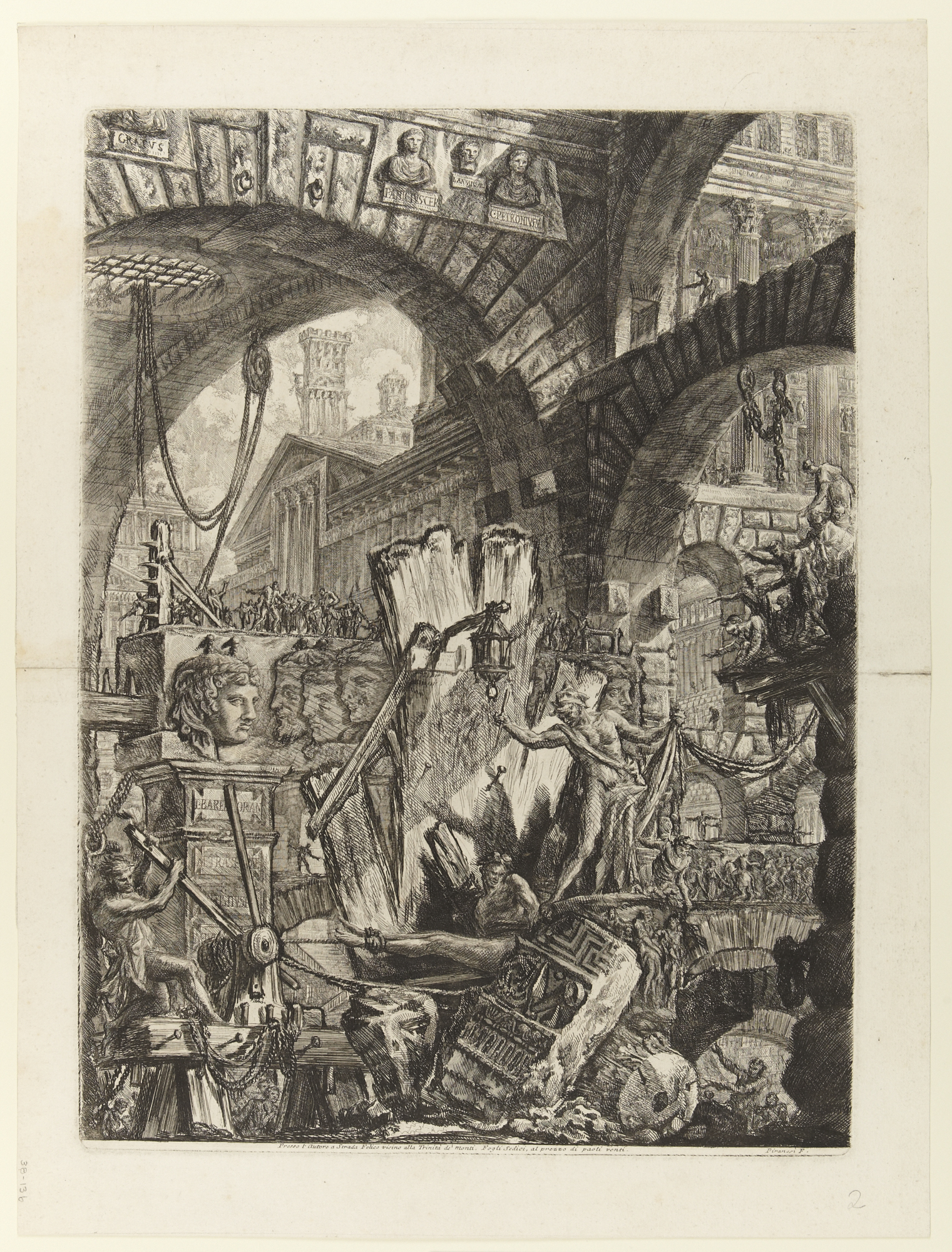
Planche II : L'Homme au supplice
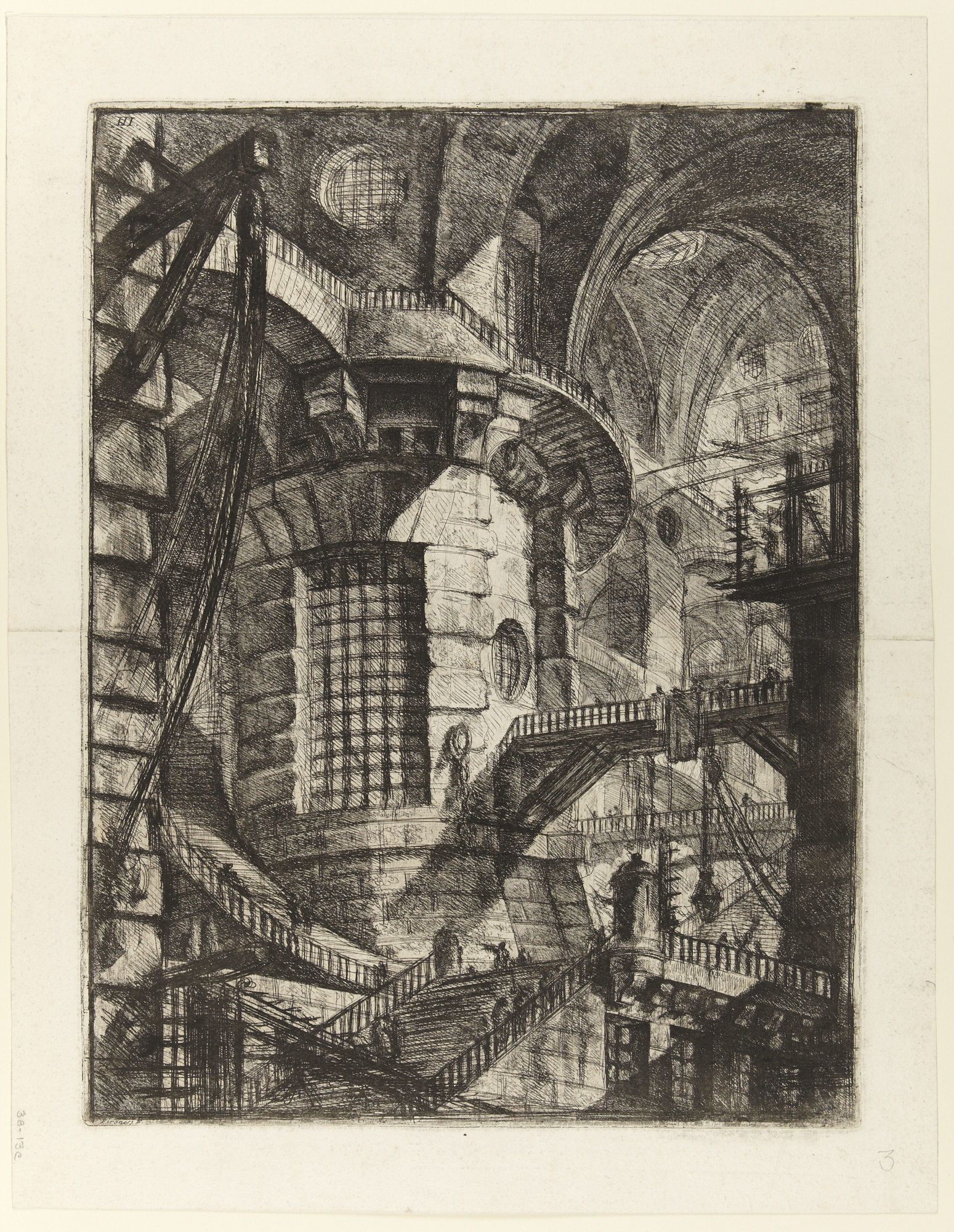
Planche III : La Tour ronde
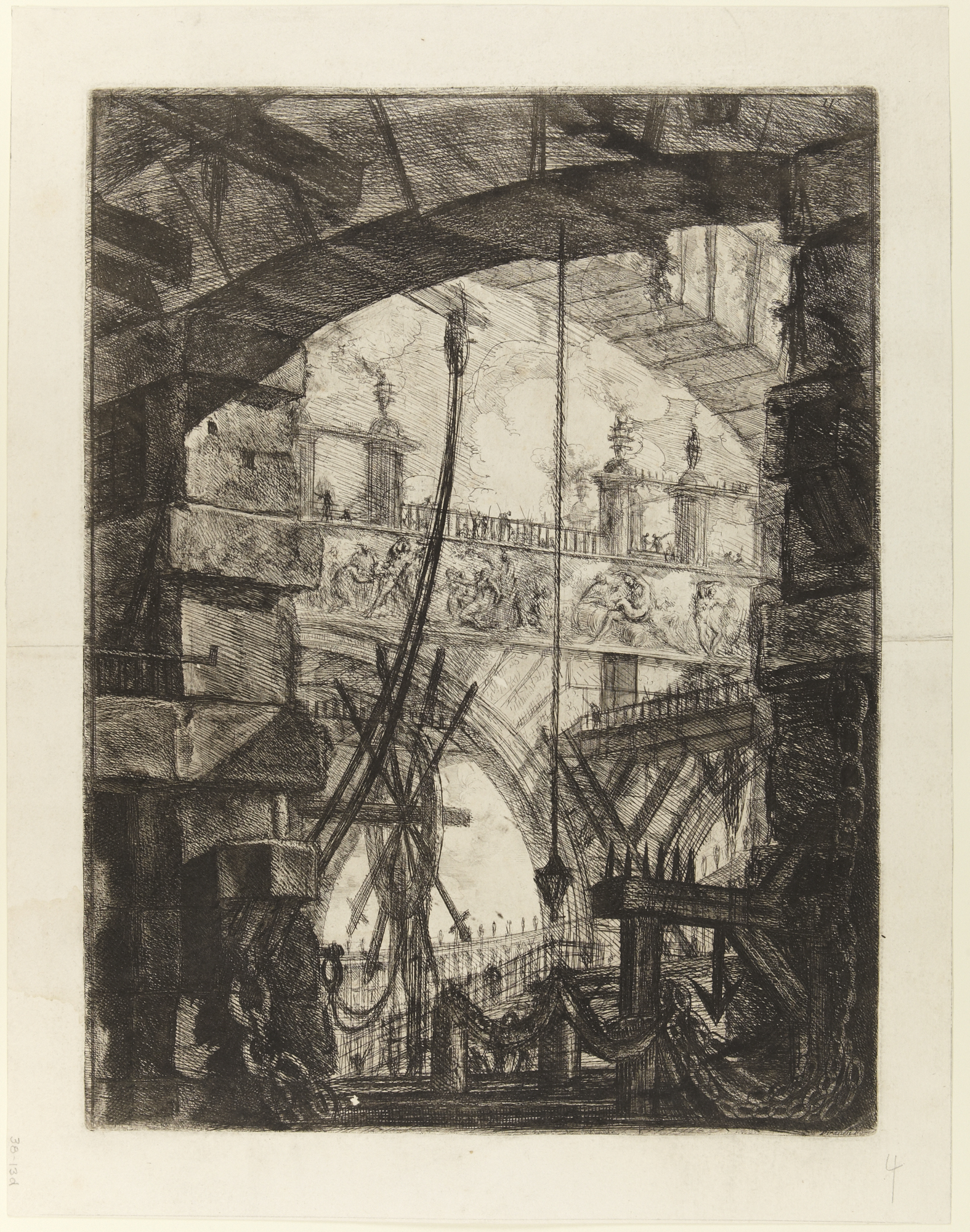
Planche IV : La Grande galerie
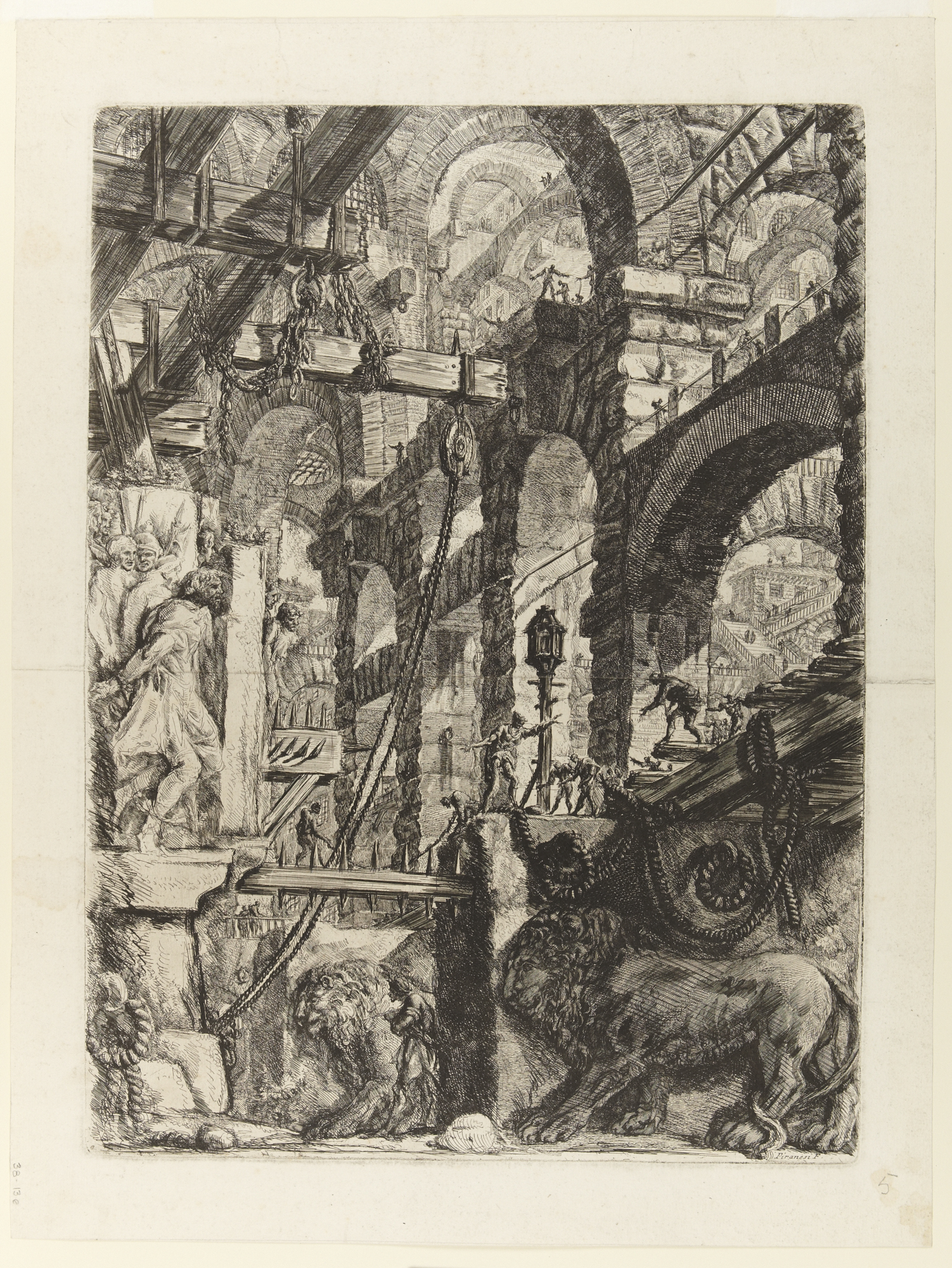
Planche V : Les Reliefs de lions
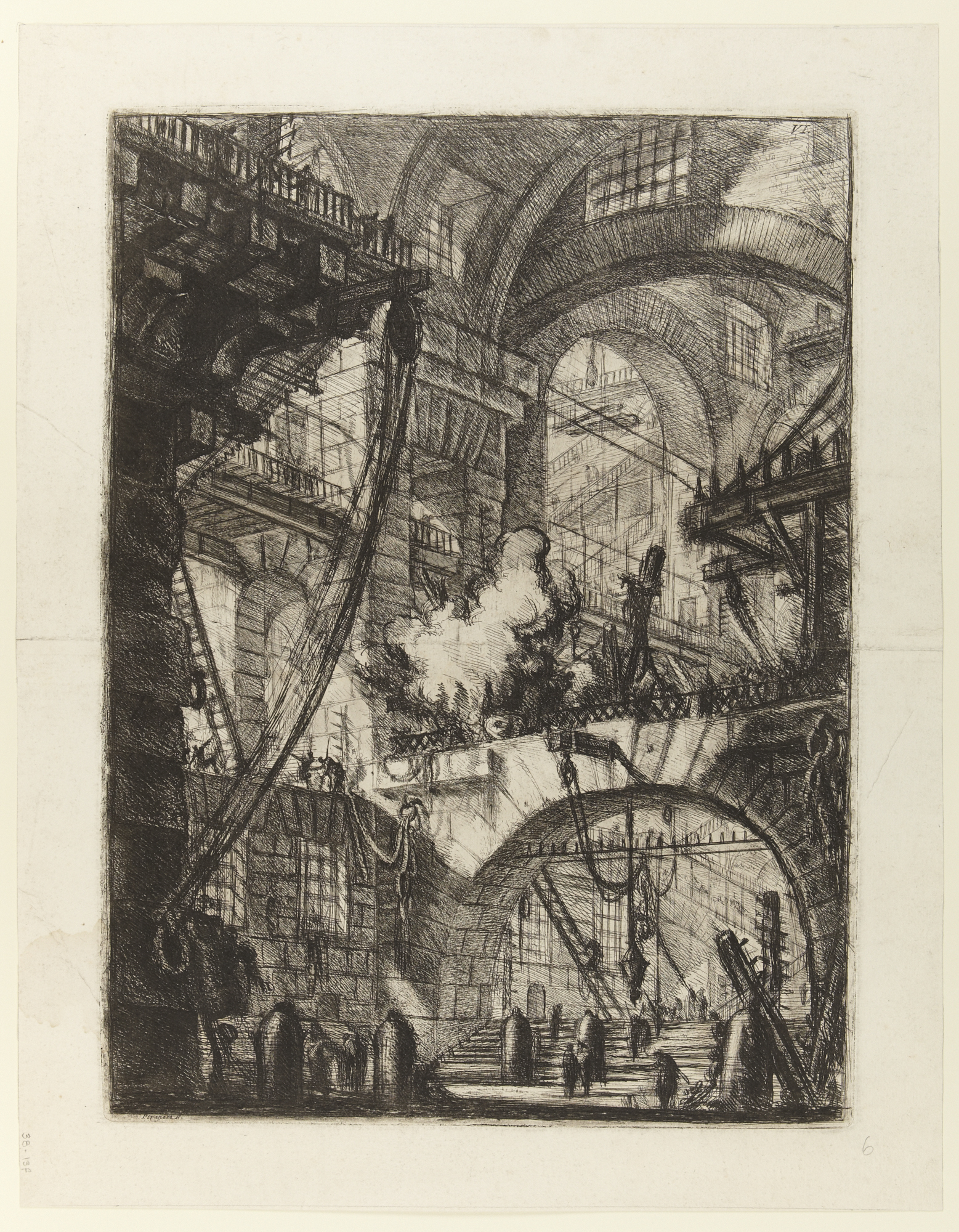
Planche VI : Le Brasier fumant
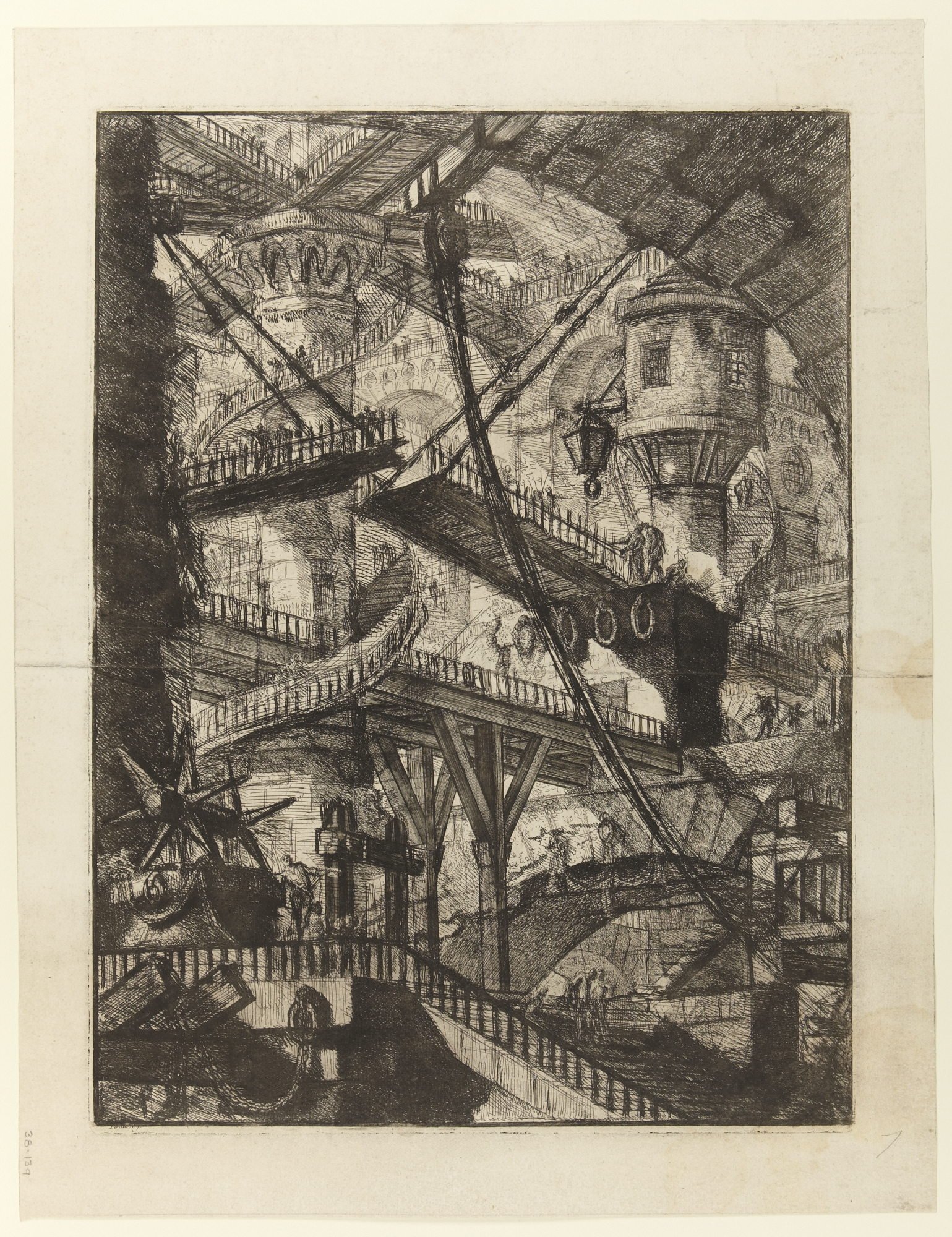
Planche VII : Le Pont-levis
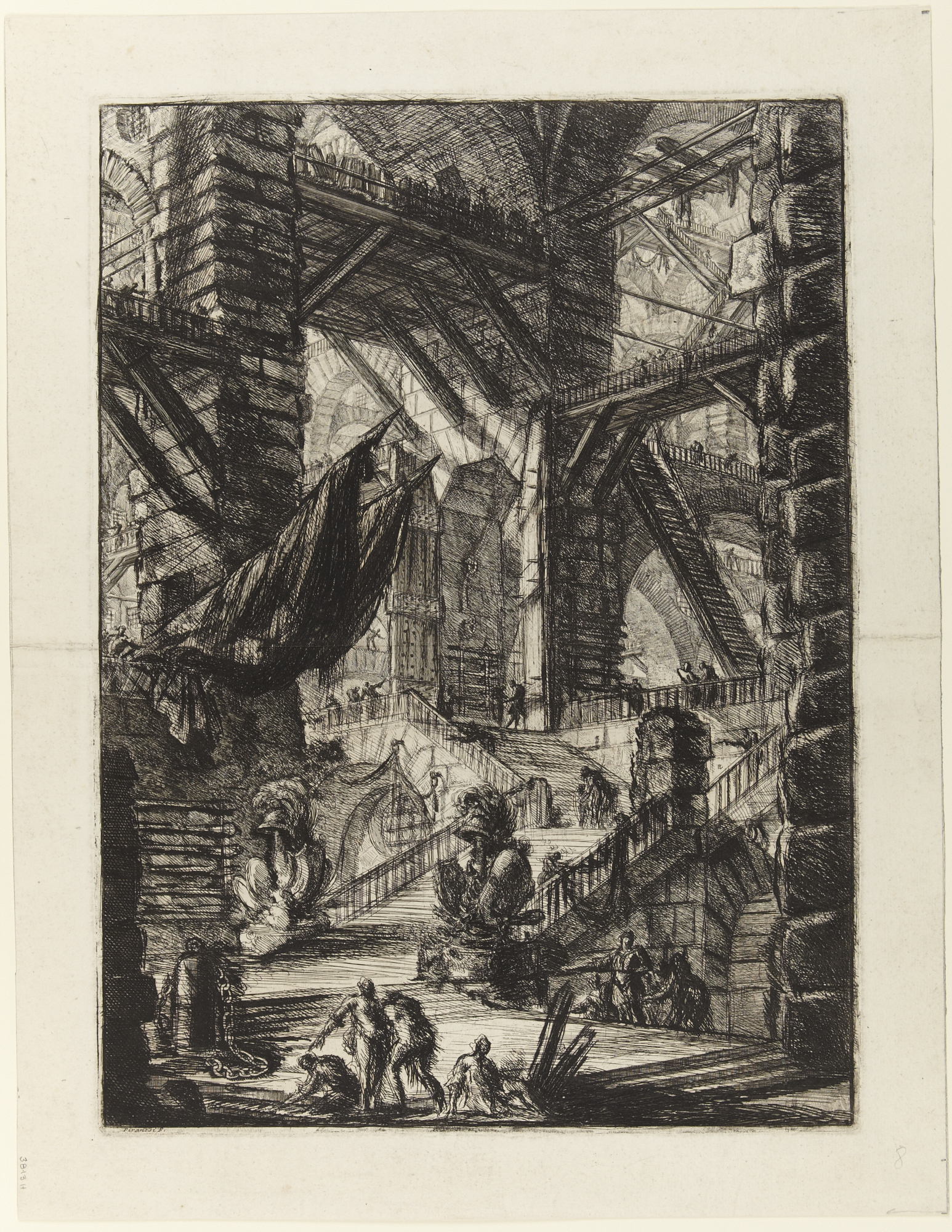
Planche VIII : L'Escalier aux trophées
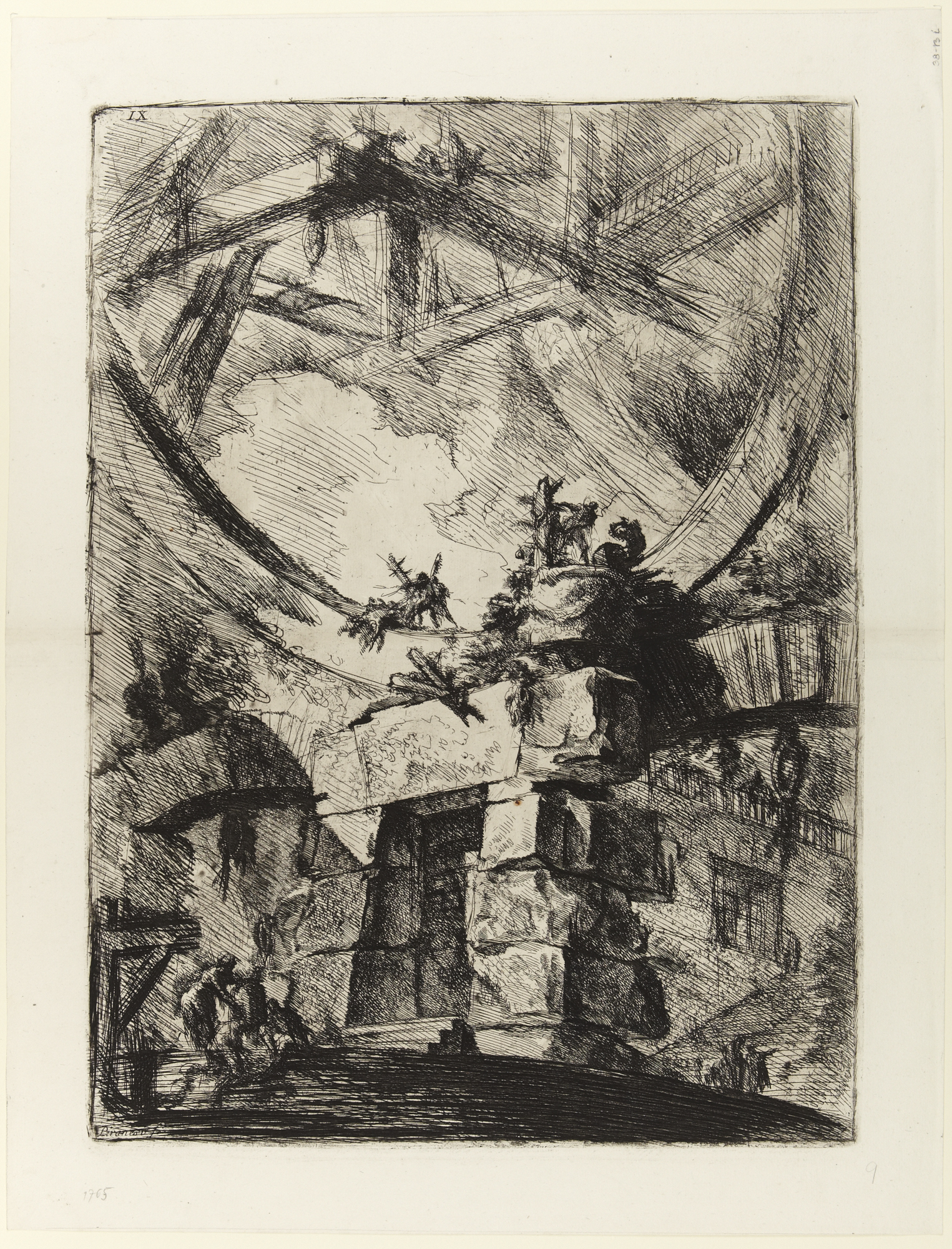
Planche IX : La Roue géante
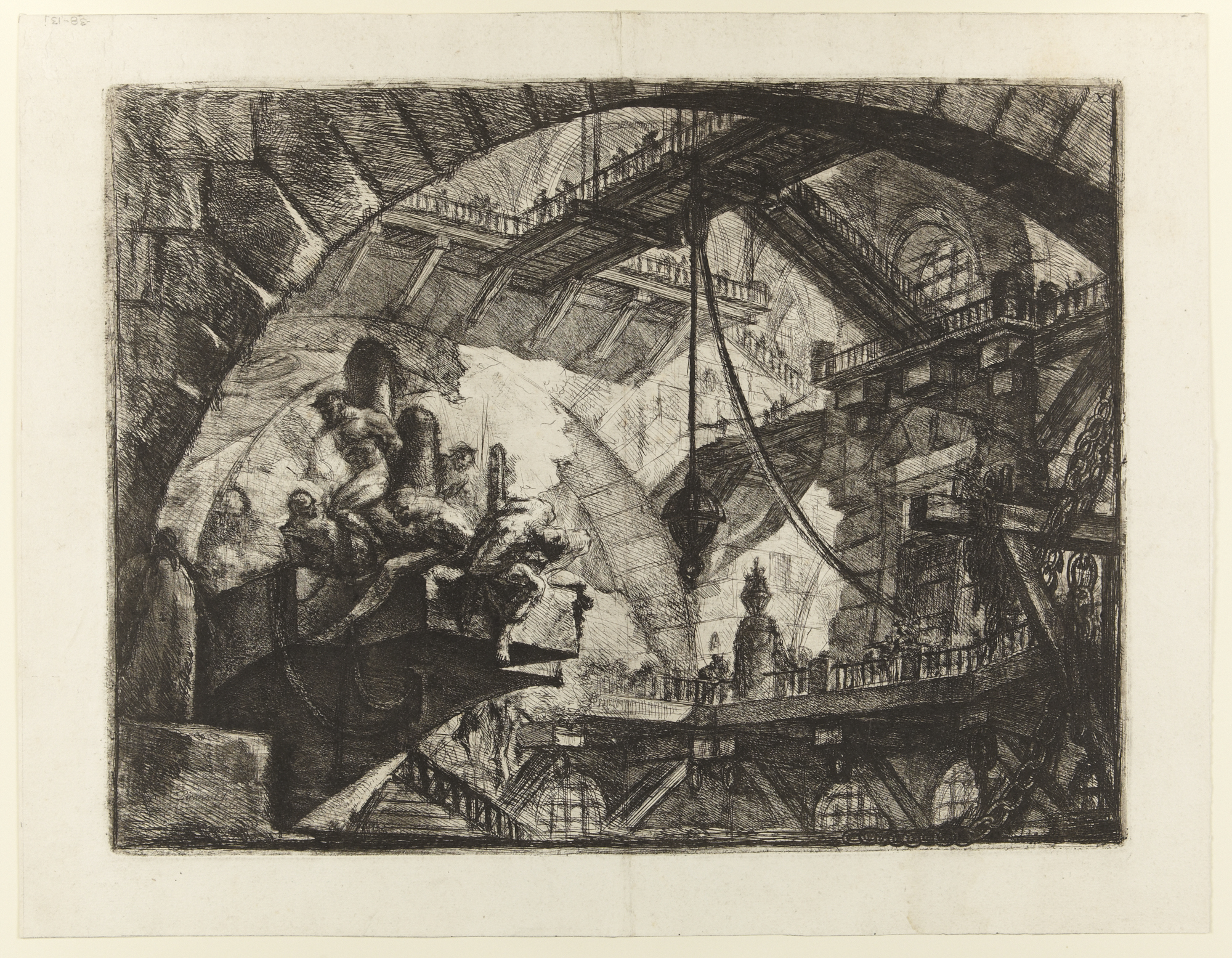
Planche X : La Plate-forme aux prisonniers
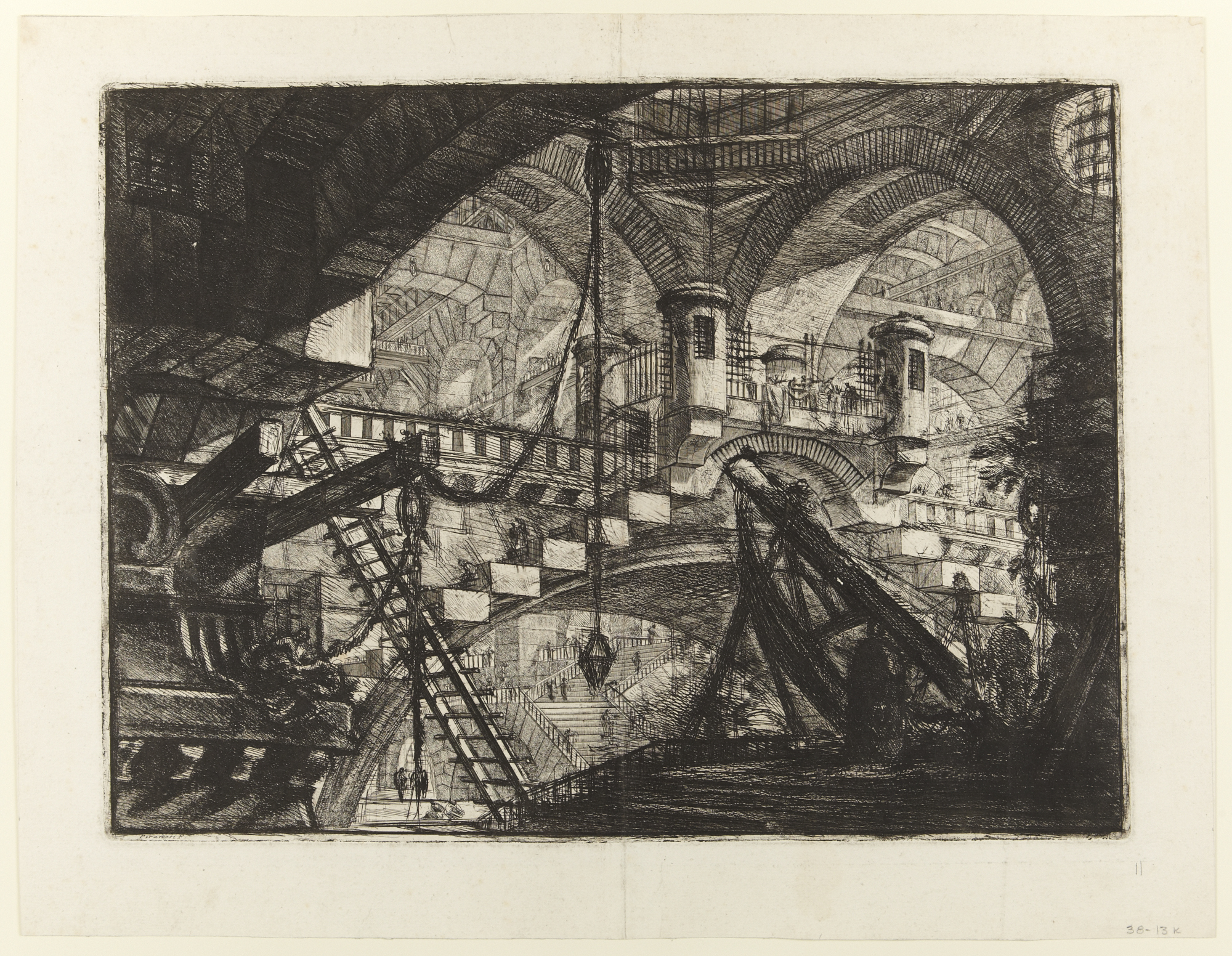
Planche XI : L'Arche aux gradins
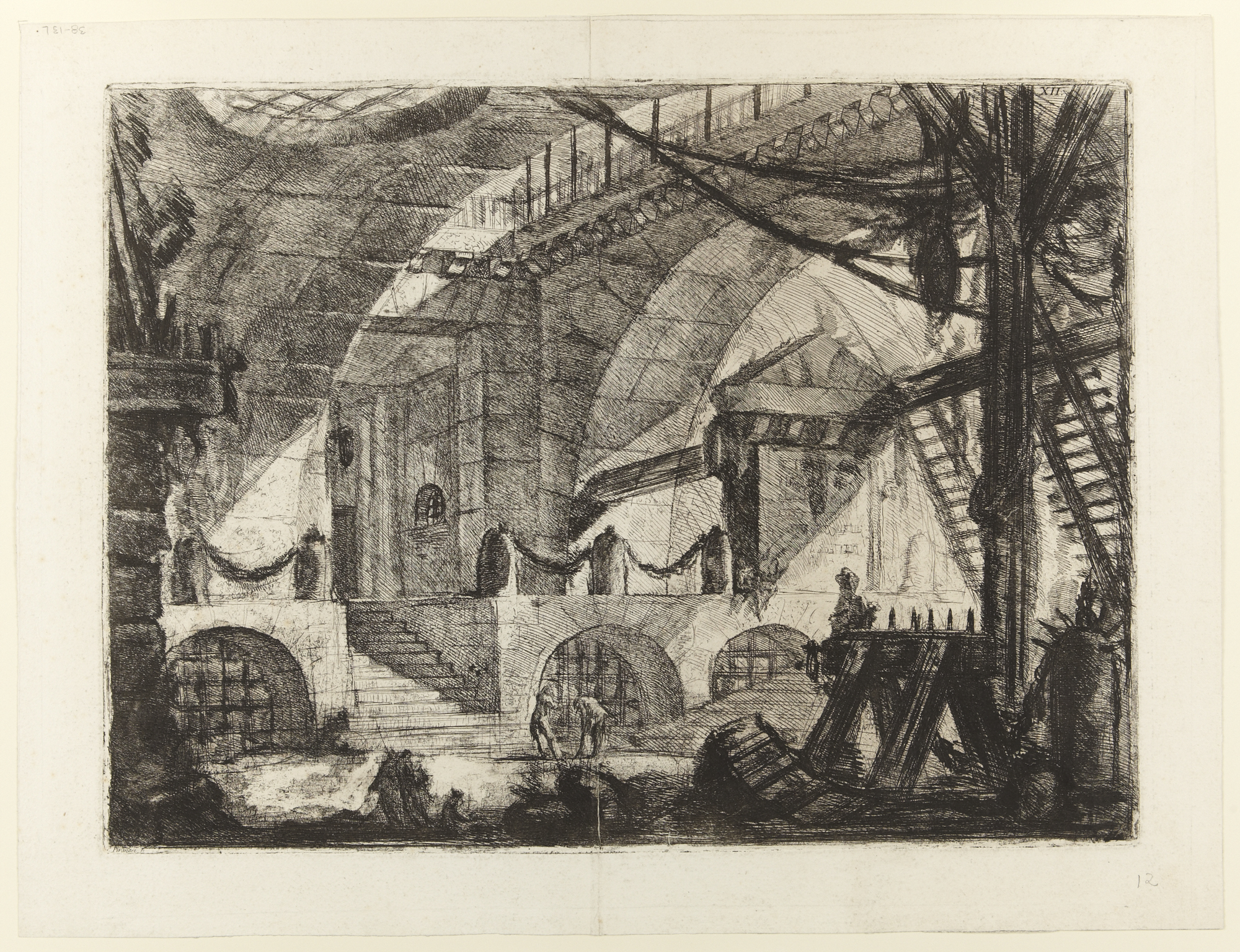
Planche XII : Le Chevalet
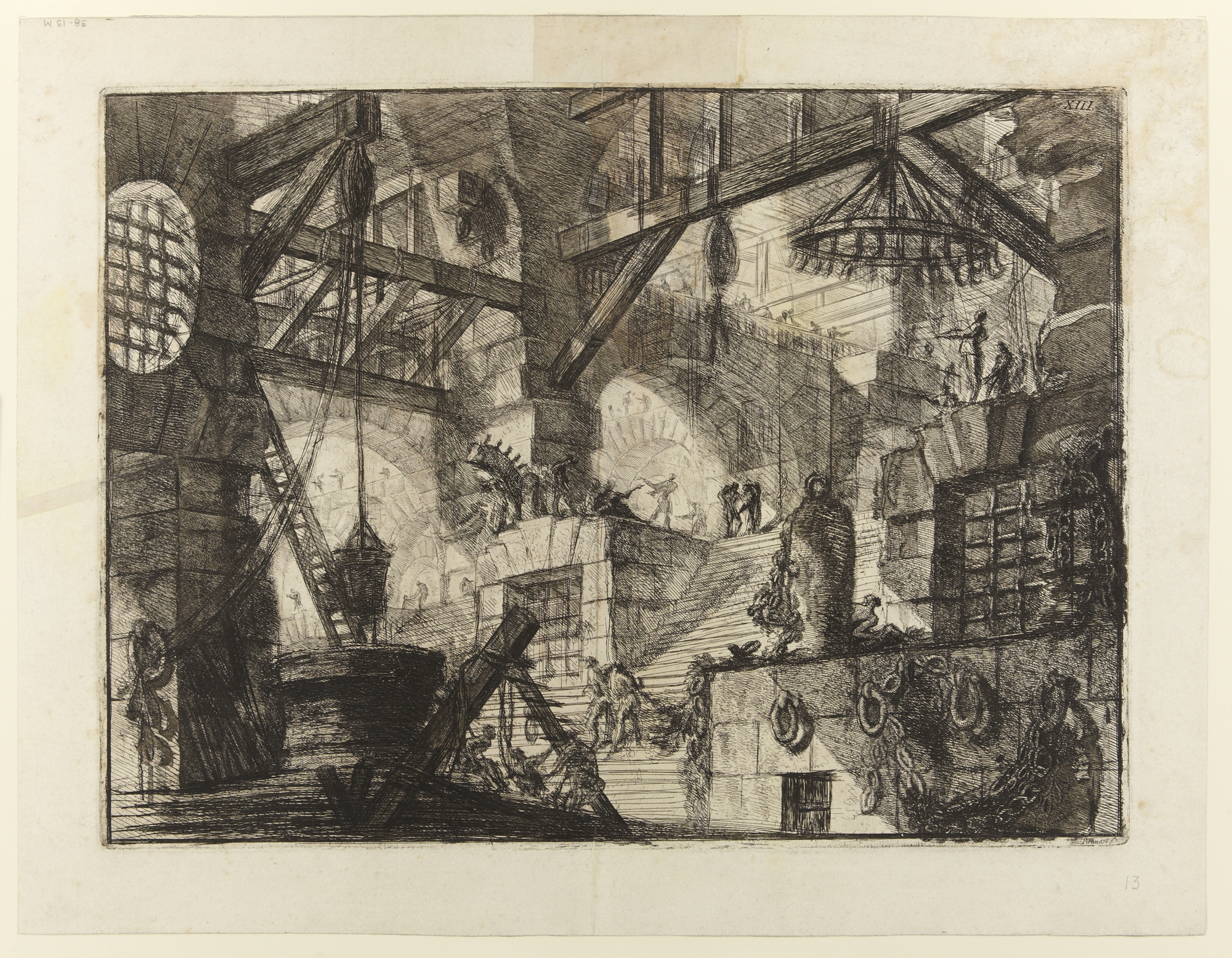
Planche XIII : Le Puits
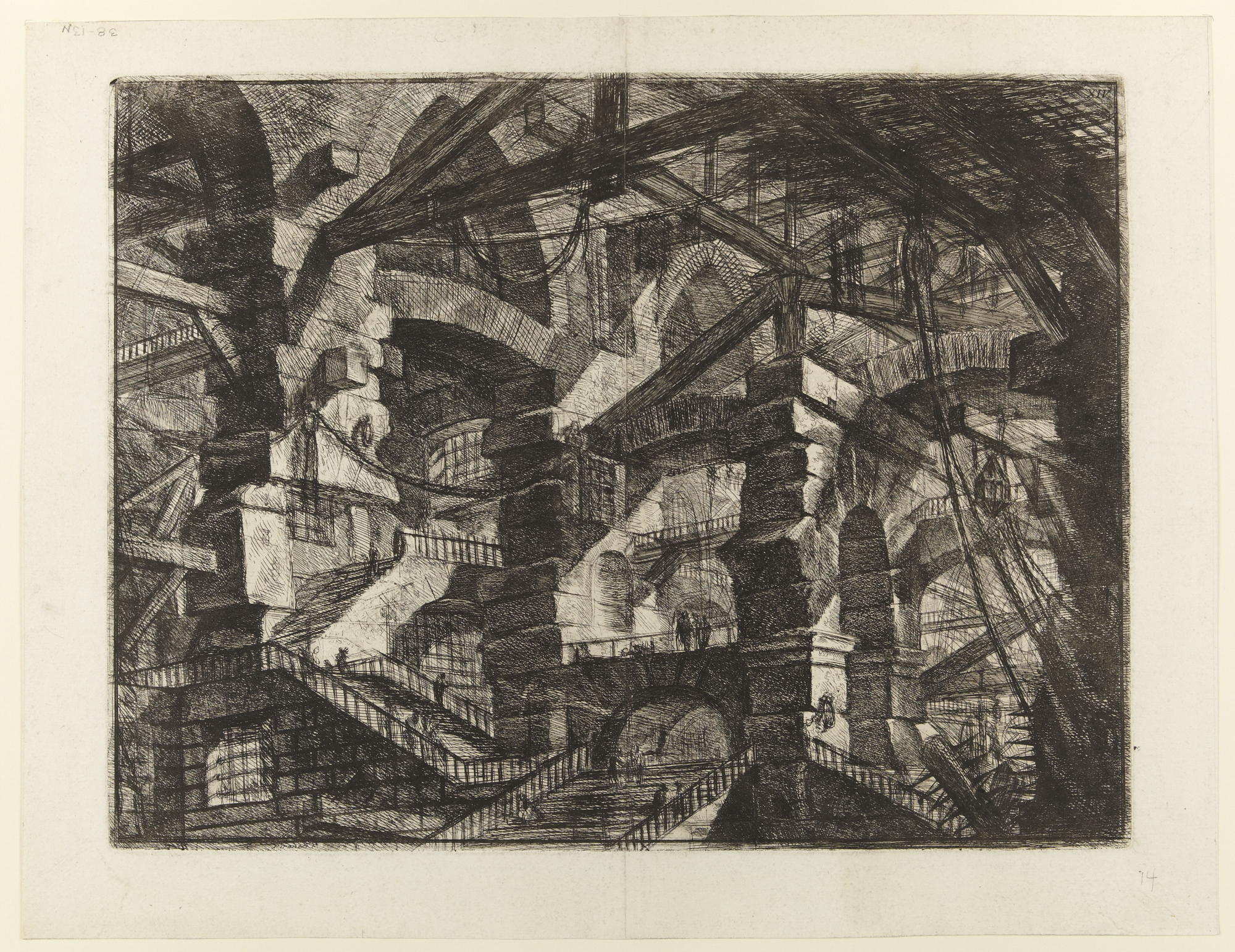
Planche XIV : L'Arche gothique
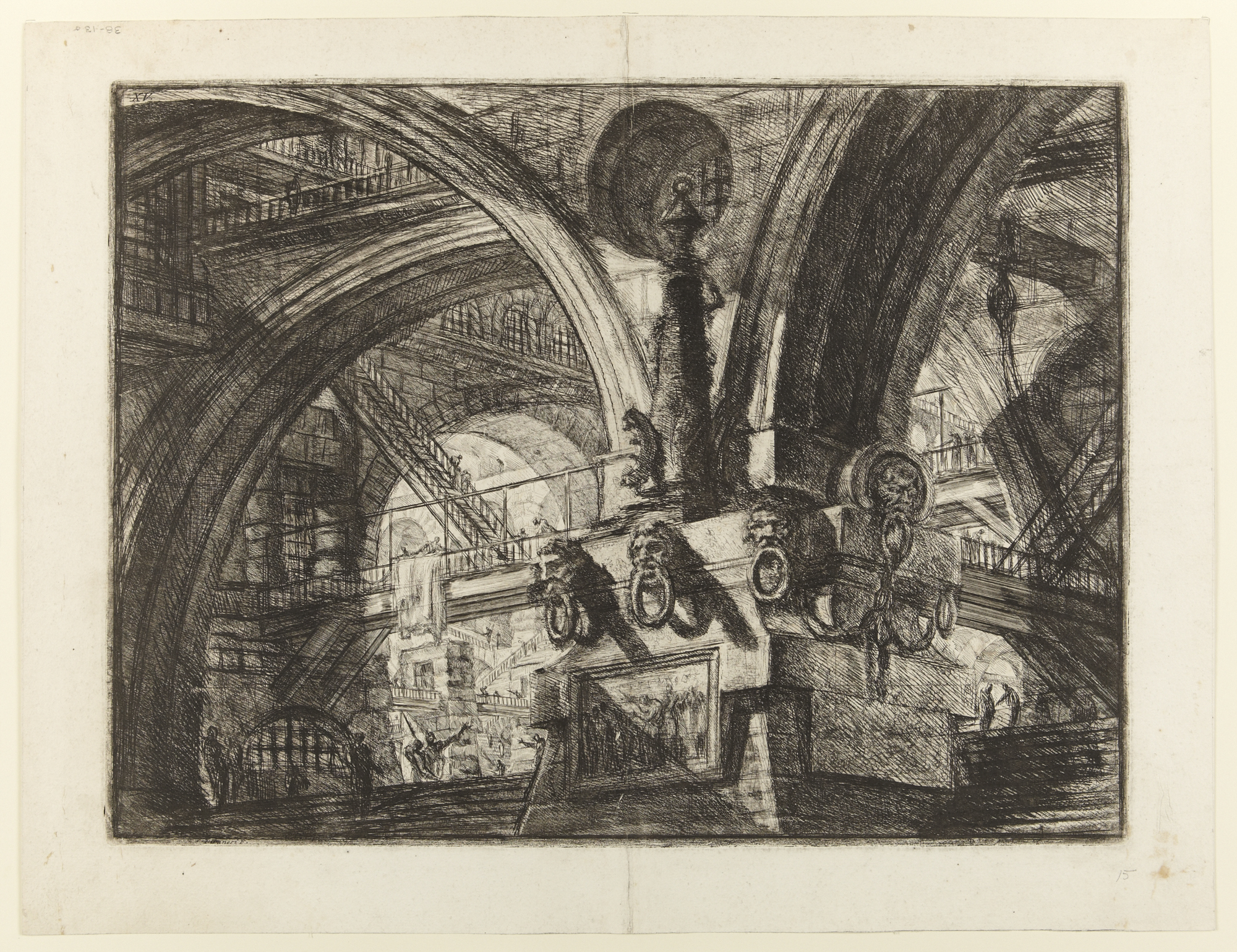
Planche XV : Le Pilier au réverbère
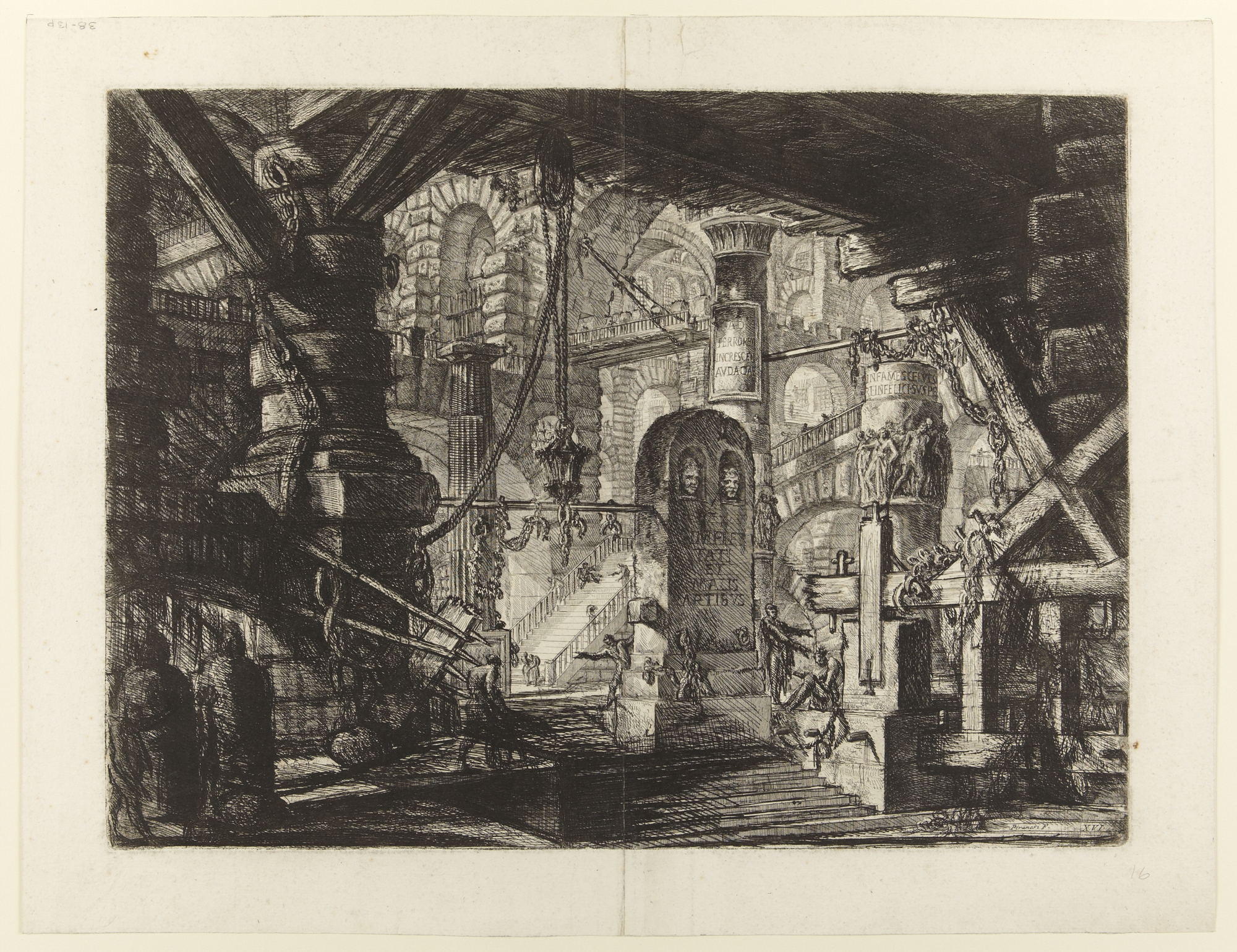
Planche XVI : Le Pilier aux chaînes